# Club de Gimnasia y Esgrima La Plata
El Club de Gimnasia y Esgrima La Plata es un club deportivo profesional argentino con sede en la ciudad de La Plata, Provincia de Buenos Aires. Fundado en 1887 e inaugurado en 1924 como «Club de Gimnasia y Esgrima», el club es conocido principalmente por su equipo de fútbol, que actualmente juega en la Primera División de Argentina.
En fútbol, su principal disciplina, es uno de los ocho clubes con más temporadas en la Primera División de Argentina (99). Además, posee alrededor de 37 000 socios. Sus dos logros oficiales de AFA, en esta disciplina, fueron el Campeonato de Primera División obtenido en 1929 y la Copa Centenario de la AFA 1993/94.
En la actualidad su estadio, el Juan Carmelo Zerillo, posee la capacidad de 30 973 espectadores habilitados.

## Presidentes
A lo largo de sus más de 134 años de historia fueron 59 los presidentes que tuvieron la responsabilidad de conducir los destinos institucionales del club. Muchos de ellos ejecutaron acciones para que la entidad fuera creciendo con el paso de los años. Algunos quedaron más en la memoria de los hinchas del club, por los logros obtenidos, o por haber realizado obras destacadas.
Saturnino Perdriel, destacado vecino y comerciante de la época, fue el fundador y primer presidente de Gimnasia y Esgrima La Plata, funcionario en el Ministerio de Hacienda de la provincia de Buenos Aires, prematuramente fallecido en 1888 (a un año de la presidencia).
Actualmente, el presidente del club es elegido por sus socios, mediante elecciones que se realizan cada tres años. En las mismas tienen derecho a elegir y a ser elegidos todos los socios y socias del club mayores de 18 años, con tres años de antigüedad como socios para votar y siete para poder formar parte de la Comisión Directiva.

## Escudo

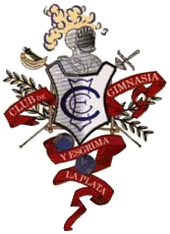
Primer escudo del Club.

El escudo del Club de Gimnasia y Esgrima La Plata está compuesto por una corona en cuya parte superior se destaca un yelmo con cimero y en el centro, sobre esmalte y con los colores del club (blanco y azul marino), va en relieve el monograma del mismo. En los cantones superiores, a manera de guardia surgen las empuñaduras de un sable y un florete, asomando las puntas en la parte inferior del escudo. A los costados del centro se extiende el yelmo, por cada lado, una rama de laureles.
A lo largo del tiempo ha sufrido algunos cambios. Desde 1887 y hasta 1928, fue utilizado el escudo diseñado por Emilio Coutauret, que tenía un diseño más artesanal y ornamentado. En 1964, al reformarse el estatuto, se cambió por uno más sencillo, pero sin perder la esencia del original. Este último es el que se utiliza actualmente, que sufrió algunos cambios menores en los últimos años. En la presidencia de Héctor Domínguez se cambió la sigla del centro, reemplazando el histórico «CGE» (Club de Gimnasia y Esgrima), por el «GELP» (Gimnasia y Esgrima La Plata), modificación que perduró en los mandatos siguientes de Francisco Gliemmo y Juan José Muñoz. Desde el inicio de la presidencia de Walter Gisande, se volvió a la sigla original de «CGE».

## Uniforme

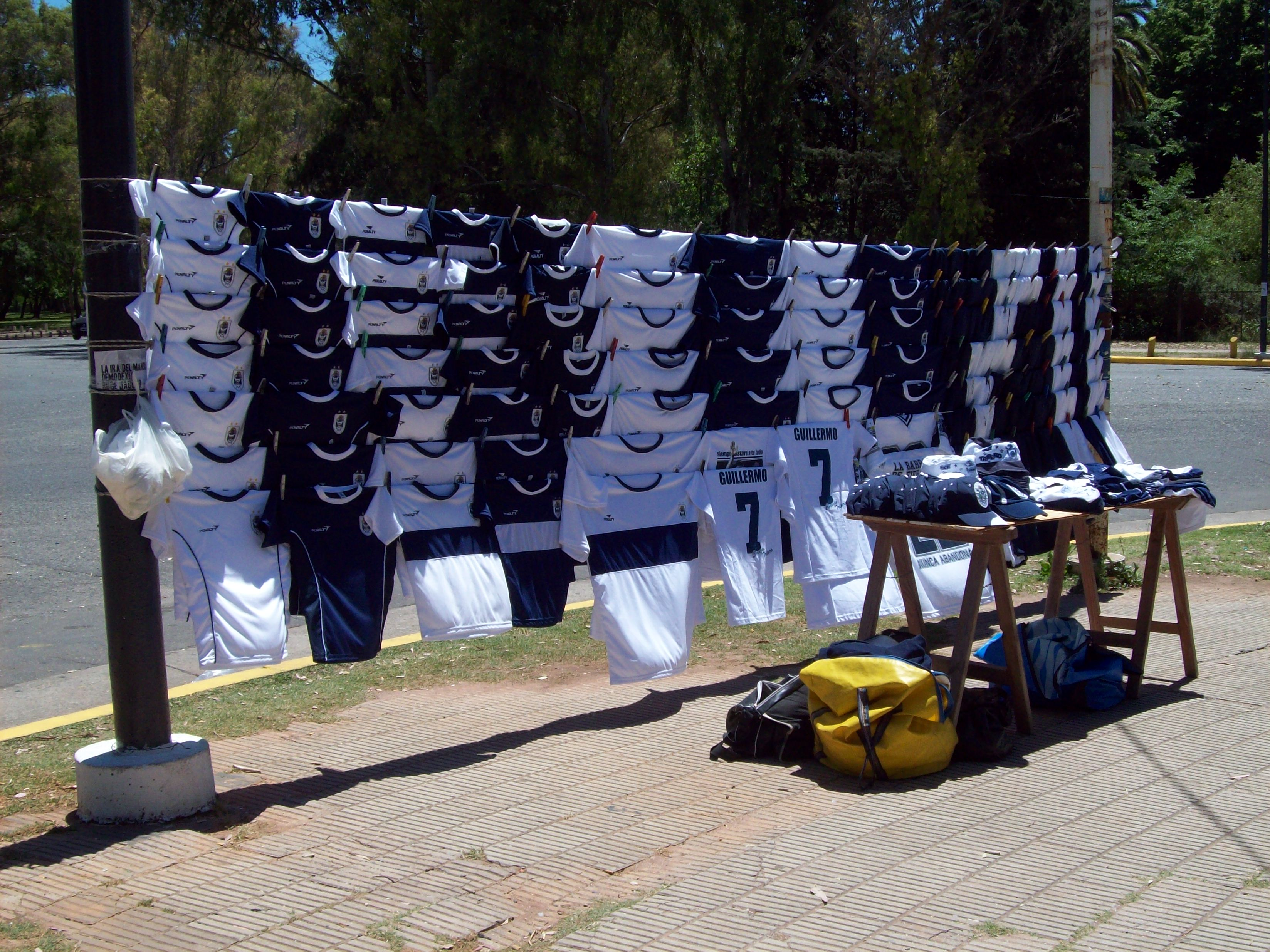
Venta callejera de camisetas de Gimnasia de La Plata, frente al estadio.

El uniforme titular de Gimnasia y Esgrima toma como base los colores del escudo del club, los cuales fueron establecidos en el estatuto social del mismo.
- Uniforme titular: Camiseta blanca con una franja horizontal azul marino, pantalón y medias blancos.
- Uniforme alternativo: Camiseta azul marino con una franja horizontal blanca, pantalón y medias azul marino.

### Evolución del uniforme
A lo largo de la historia, la camiseta del fútbol ha cambiado de diseño, sobre todo en sus inicios. Una breve reseña:
- 1903-1905: La primera camiseta de Gimnasia tenía los colores celeste y blanco en franjas verticales. Los fundadores querían resaltar que se trataba de un club de la República Argentina.
- 1905-1910: La segunda camiseta era azul y blanca (también en franjas verticales) y los pantalones blancos.
- 1910 en adelante : Blanca con una franja horizontal de color azul marino en su parte media. La camiseta alternativa invierte los colores siendo azul marino con la franja blanca.

| 1903-1905 | 1905-1910 | 1910 - Hoy |  |

#### Uniformes titulares
| 1910-77 | 1978-79 | 1980-84 | 1985-87 | 1987-92 | 1992-93 | 1993-95 | 1996 | 1997-98 |

| 1998-2001 | 2001-03 | 2004-05 | 2006-07 | 2007-08 | 2008 | 2009 | 2009-10 | 2010 |

| 2011 | 2012 | 2013 | 2013-14 | 2015 | 2016-17 | 2017-18 | 2018 | 2018-19 |

| 2019-21 | 2021-22 | 2022 | 2023-24 | 2024-25 | 2025-Actual |

#### Uniformes Suplentes
| 1910-77 | 1978-79 | 1980-84 | 1985-87 | 1987-92 | 1992-93 | 1993-95 | 1996-98 | 1998-2001 |

| 2001-03 | 2004-05 | 2006-07 | 2007-08 | 2008 | 2009 | 2009-10 | 2010 | 2011 |

| 2012 | 2013 | 2014 | 2015 | 2016-17 | 2017-18 | 2018-19 | 2019-21 | 2021-22 |

| 2022 | 2023-24 | 2024-25 | 2025-Actual |

#### Uniformes especiales
| 1990-93 | 1993-95 | 1999-2001 | 2003 | 2013-14 | 2015 | 2016-17 | 2018 | 2019 |

| 2019-20 | 2020-21 | 2021-22 | 2022 | 2023 | 2024 |

## Indumentaria y patrocinador
La siguiente tabla detalla cronológicamente las empresas proveedoras de indumentaria y los patrocinadores que ha tenido Gimnasia y Esgrima La Plata desde los años 1980 y 1990 respectivamente:
| Período       | Proveedor                               | Patrocinador/es                                 | Patrocinador/es secundario/s          |
| ------------- | --------------------------------------- | ----------------------------------------------- | ------------------------------------- |
| 1978-1979     |                                         | Ninguno                                         | Ninguno                               |
| 1980-1984     |                                         | Ninguno                                         | Ninguno                               |
| 1985-1990     |                                         | Ninguno                                         | Ninguno                               |
| 1990-1992     | Pegamax                                 |                                                 | Ninguno                               |
| 1992          | Diario El Día                           |                                                 | Ninguno                               |
| 1992-1993     | Banco Municipal de La Plata             |                                                 | Ninguno                               |
| 1993-1998     | Banco Municipal de La Plata             |                                                 | Ninguno                               |
| 1998-2001     | Banco Municipal de La Plata             |                                                 | Ninguno                               |
| 2001          | Banco Municipal de La Plata             |                                                 | Ninguno                               |
| 2001-2002     | Fideos Manera                           |                                                 | Ninguno                               |
| 2002          | Ticket Vip                              |                                                 | Ninguno                               |
| 2003-2004     | Suin                                    |                                                 | Ninguno                               |
| 2004          | Liderar Seguros                         |                                                 | Ninguno                               |
| 2005          | Medical Hair                            | Silver viajes Banco del Sol La Trattoria        |                                       |
| 2006          | Crown Mustang                           | Bebesit Randers Banco del Sol                   |                                       |
| 2007-2008     | Motomel                                 | Bebesit Randers Banco del Sol Flecha Bus        |                                       |
| 2008          | La Nueva Seguros                        | Flecha Bus                                      |                                       |
| 2009-2010     | La Nueva Seguros                        |                                                 | Flecha Bus Fundación Favaloro         |
| 2010          | Rapicuotas                              | Flecha Bus Edificios Sky Polacrin Tarjeta Plata |                                       |
| 2011-2013     |                                         | Liderar Seguros                                 | Lotería de la Provincia Edificios Sky |
| 2013-2014     | Puerto La Plata Liderar Seguros         | Lotería de la Provincia Rapicuotas Plusmar      |                                       |
| 2015-2016     | Lotería de la Provincia Liderar Seguros | Rapicuotas Liderar Seguros Plusmar              |                                       |
| 2017          | Ninguno                                 | Lotería de la Provincia Plusmar Rapicuotas      |                                       |
| 2017          | Ninguno                                 | Lotería de la Provincia Plusmar Rapicuotas      | [ 13 ]                                |
| 2018-2021     | Plusmar Escudo Seguros                  | Lotería de la Provincia Pesgráfica Rapicuotas   | [ 13 ]                                |
| 2021-2022     |                                         | Rapicuotas Grupo del Sud                        | Plusmar Río Uruguay Seguros           |
| 2022          | Rapicuotas                              |                                                 | Plusmar Río Uruguay Seguros           |
| 2023-presente | Rapicuotas                              |                                                 | Plusmar Río Uruguay Seguros           |

El 13 de noviembre de 2022, el club oficializó que Givova será el nuevo patrocinador técnico del club hasta 2025.

## Estadio

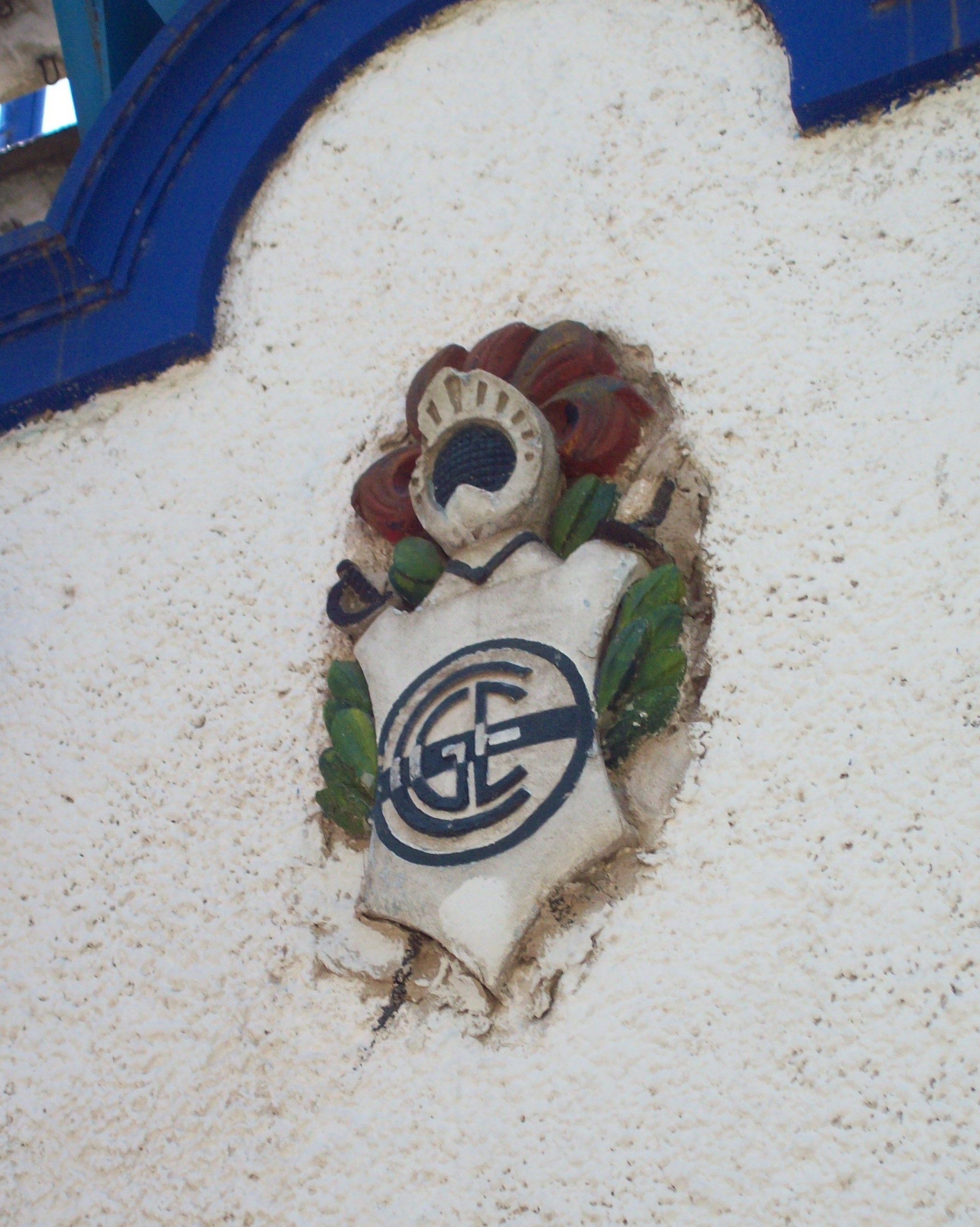
Escudo de Gimnasia en el Estadio Juan Carmelo Zerillo.

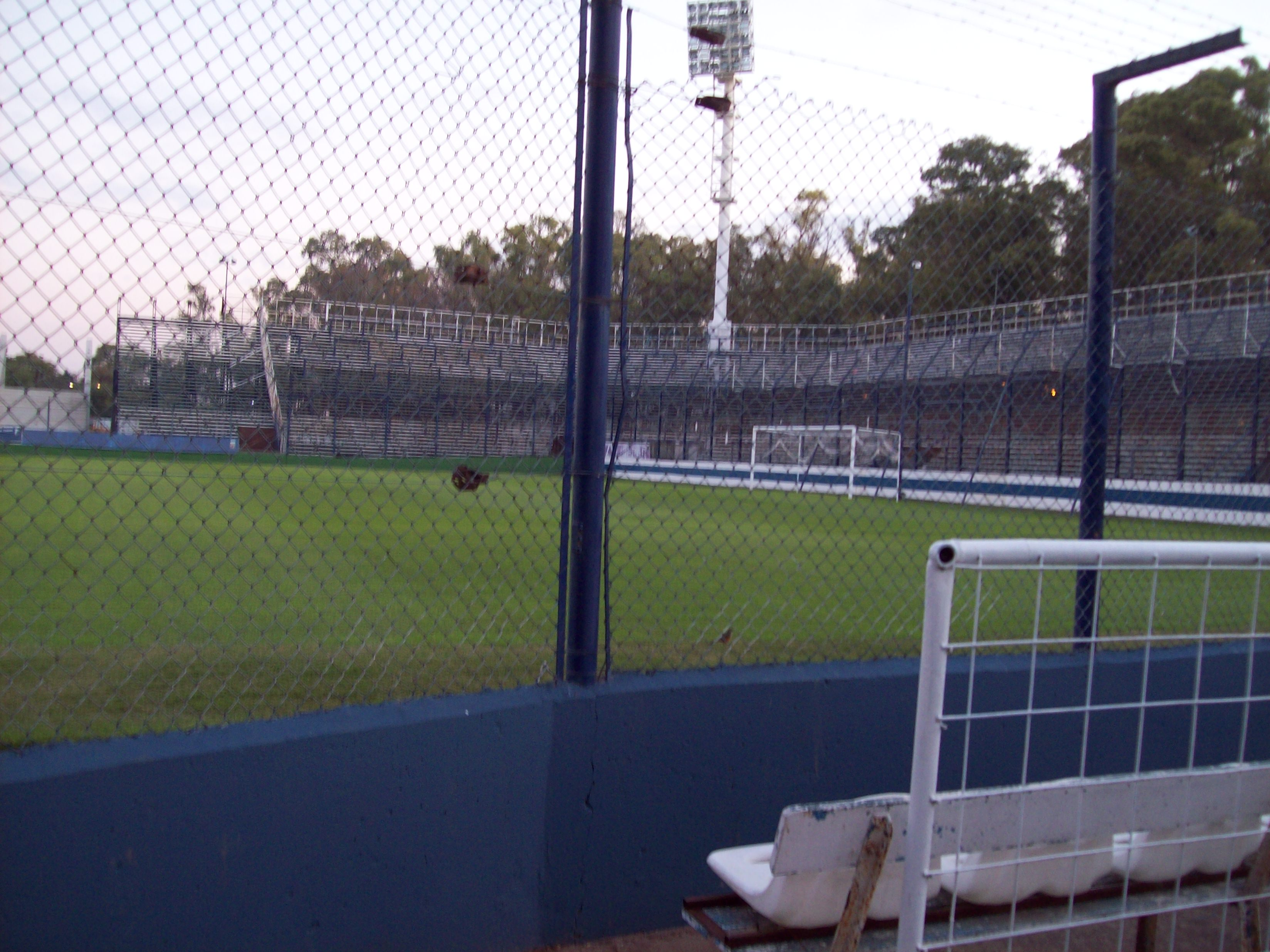
Estadio Juan Carmelo Zerillo.

El pequeño Juan Carmelo Zerillo, también conocido como el «Estadio del Bosque», es el estadio del Club de Gimnasia y Esgrima La Plata. Está ubicado en el bosque de la ciudad, más precisamente en la avenida 60 y 118. Fue inaugurado el 26 de abril de 1924 por el gobernador José Luis Cantilo y ha tenido varias remodelaciones.
La capacidad actual está limitada por el faltante de tribunas desmontadas y exigencias de seguridad; consecuentemente, es habilitado para 27 717 espectadores, con 4500 plateas y 23 200 populares, aproximadamente. Se prevé que con las remodelaciones que se están ejecutando pueda alcanzar una capacidad aproximada de 30 000 espectadores.
El predio cuenta además con una piscina olímpica y otra más pequeña, donde cada verano se dictan cursos intensivos de natación y pileta libre. También posee tres canchas de tenis, en las que funciona la escuela de tenis del club.
Luego de contar con un lugar para la práctica de fútbol en 12 y 71, el 22 de marzo de 1923 se iniciaron las obras en 60 y 118, fijándose las medidas del campo en 118 metros de largo por 74 de ancho.
A principios de 1924 se colocaron en el campo de deportes panes de césped y se armó un vestuario para los jugadores visitantes y árbitros. También se levantó un chalet, ubicado en el lugar de la actual pileta para niños, el cual sirvió como sitio de administración, recepción y vestuario de jugadores locales. Además se dispuso que la tribuna de socios diera a espaldas a la Avenida del Bosque.
El 26 de abril de 1924 fueron inauguradas las obras, con la presencia del gobernador de aquel entonces, el Dr. Cantilo. Si bien la ceremonia oficial se postergó hasta el aniversario de la ciudad de La Plata, cuando Gimnasia disputó un amistoso con Peñarol de Montevideo.
Entre 2006 y 2008 el estadio no se pudo utilizar para torneos oficiales, debido a las normas de seguridad del CoProSeDe. El club disputó durante ese período los encuentros de local en el estadio Ciudad de La Plata. Sin embargo, el intendente de la ciudad, Pablo Bruera, autorizó al club a volver a su estadio a mediados de 2008. No obstante, Gimnasia puede jugar en condición de local en el Ciudad de La Plata siempre que así lo decida.
En 2015 se comenzó la construcción de la platea "H" Néstor Basile siendo esta la primera etapa de un plan estratégico para la ampliación y remodelación completa del estadio. El proyecto finalizado tendrá una capacidad total de 23500 espectadores, pero manteniendo su carácter de estadio "transparente" y abierto al bosque.
Dada las situación económica del club no esta prevista una fecha para la finalización de las remodelaciones.

### Instalaciones

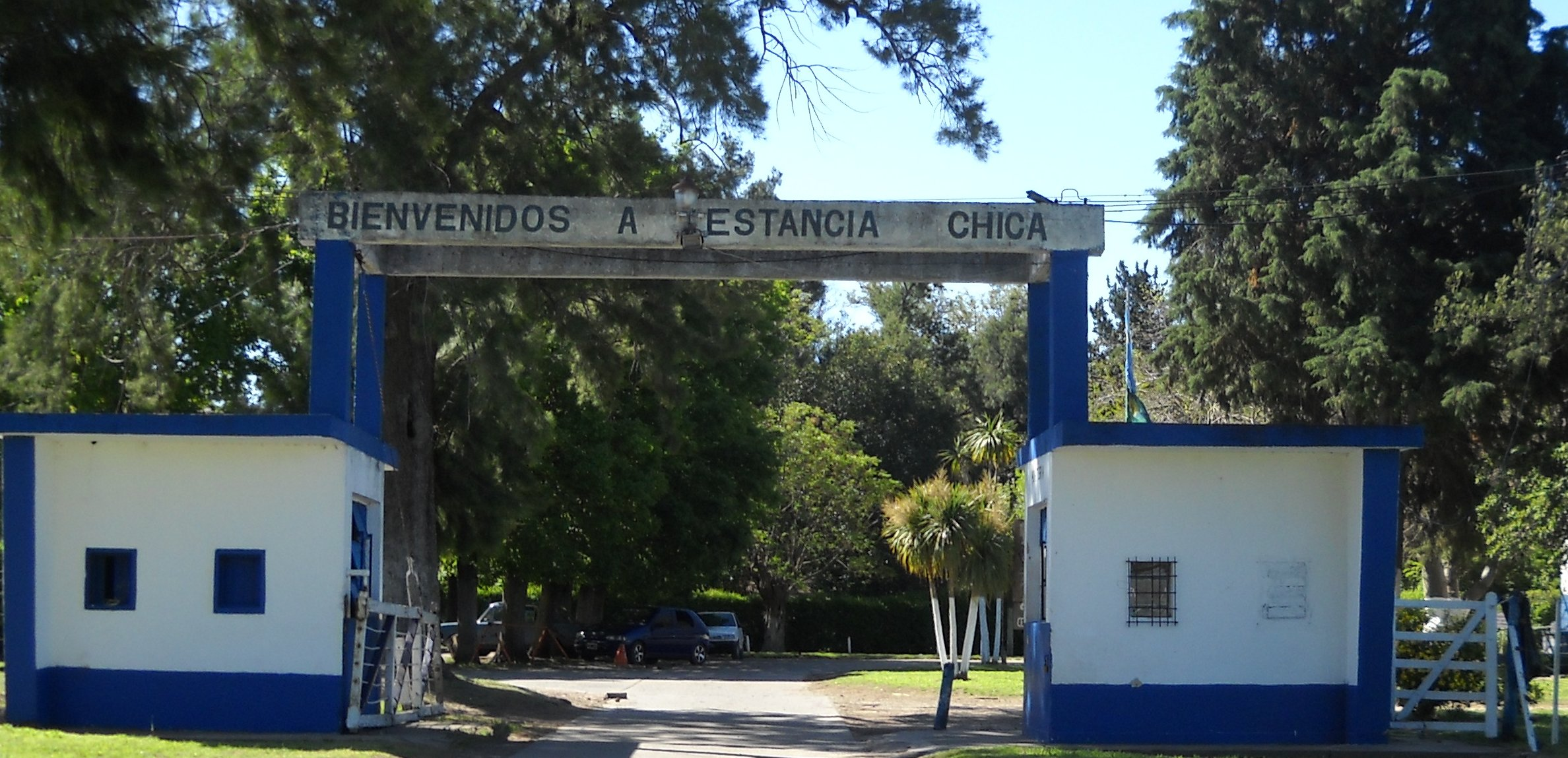
Ingreso del predio Estancia Chica.

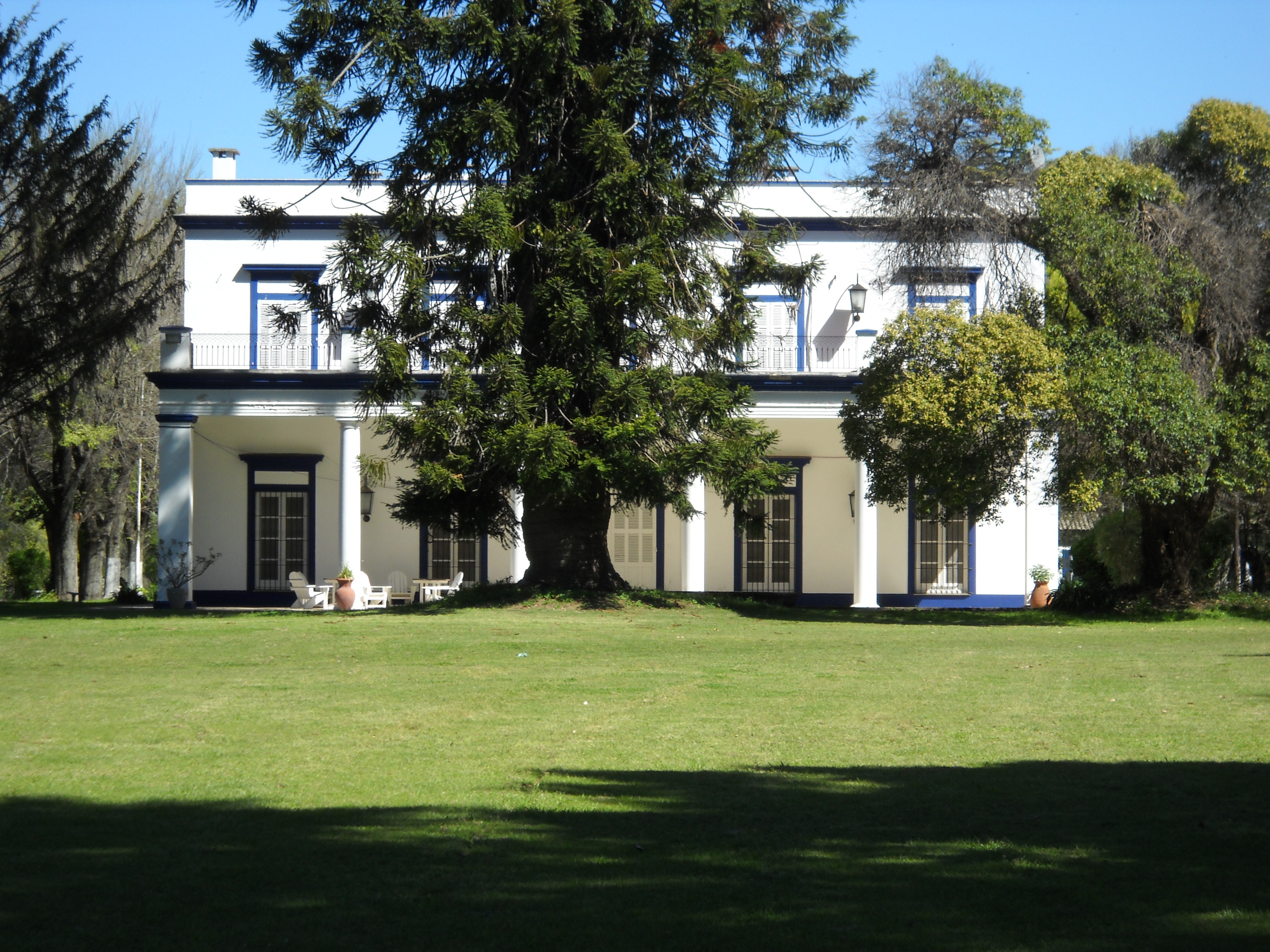
Casona de Estancia Chica perteneciente al Club.

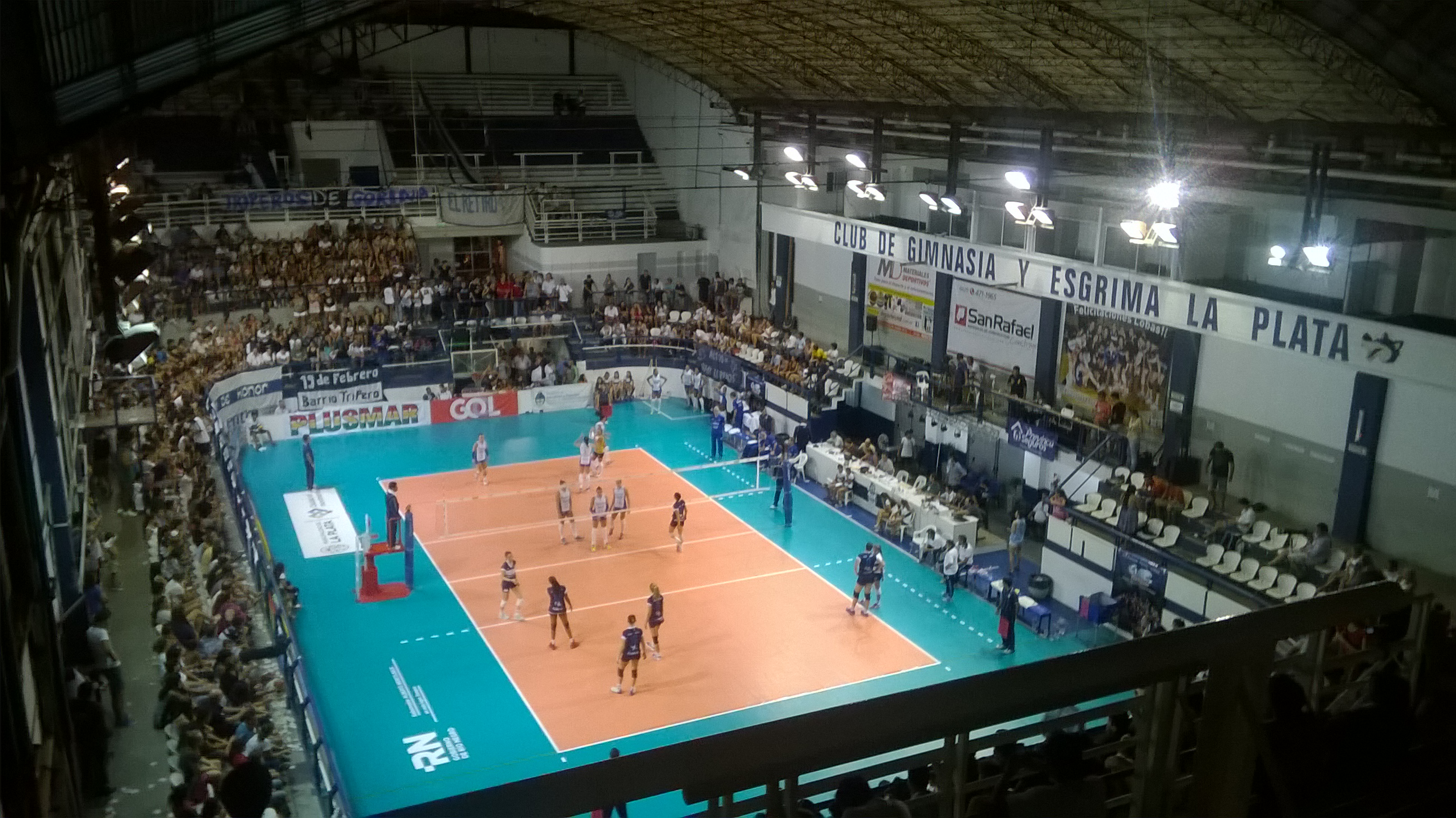
Polideportivo Víctor Nethol.

Las instalaciones del club de Gimnasia y Esgrima La Plata incluyen, además de su estadio de fútbol, un predio de 160 hectáreas, otro para el fútbol infantil, un polideportivo, un jardín de infantes, una escuela primaria y una secundaria. Además existen decenas de filiales ubicadas en el interior del país y el mundo.
- Estancia Chica: Es un predio de 160 hectáreas, lugar donde se realizan los entrenamientos del plantel de fútbol profesional y las concentraciones antes de cada encuentro, y de esparcimiento del socio. Actualmente se está construyendo un campus de 900 metros cuadrados para trasladar los entrenamientos del plantel profesional de la Casona a este nuevo predio.[20][21] En el año 1970 un paradisíaco lugar ubicado en Abasto, con 160 hectáreas de espacios verdes y construcciones antiguas, fue adquirido por el Club. Estancia Chica es, en la actualidad, una de las instalaciones más significativas de Gimnasia.
- Polideportivo Víctor Nethol: Inaugurado en 1978, Gimnasia y Esgrima posee un Polideportivo donde se realizan competencias de Primera División de baloncesto, vóley y futsal con capacidad para 2600 personas, la cual aumenta a 3500 espectadores cuando se realizan espectáculos musicales. En diciembre se colocarán asientos en las populares para readaptarlos a plateas, se independizará de la Sede. También suele haber espectáculos de Patinaje artístico.[22][23] Si bien es muy difícil separarlo de la Sede Social al estar en el mismo predio (calle 4 entre 51 y 53) el Polideportivo tiene vida propia y se convierte en el corazón del Club al pasar por él más de mil deportistas de todas las edades que utilizan sus instalaciones.
- Sede Social: Ámbito en el cual, además de la administración y la atención de los socios, se practican deportes como baloncesto, futsal y vóley, entre otros. A principios de diciembre, comenzarán las obras de remodelación del frente de la sede social a fin de unificar la imagen.[22][23] En el año 1926 el Club adquiere un predio apropiado para la materialización de sus objetivos fundacionales y posteriormente construye su Sede Social. La ubicación estratégica permitiría a los socios, que crecían en cantidad en forma considerable, acercarse con mayor facilidad a las instalaciones.
- El Bosquecito: Es un espacio de 11 hectáreas en donde practican y se desempeñan las categorías infantiles de fútbol. Además en este predio hacen de local los equipos de Hockey sobre césped femenino y masculino. Con la idea de centrar las prácticas y los partidos de los chicos que participan en el Fútbol Infantil en un mismo lugar, se hizo necesaria la utilización de algunos terrenos de Berisso, cercanos al Estadio del Bosque y destinarlos para la construcción de varias canchas de fútbol.
- Educación: El club posee un Jardín de Infantes inaugurado en 1999 (funciona en la calle 62 n.º 474), una Escuela Primaria llamada «Dr. René Favaloro» inaugurada en 2001 (funciona en la calle 123 y 58) y una Escuela Secundaria inaugurada a principios de 2006.[24][25]

## Hinchada

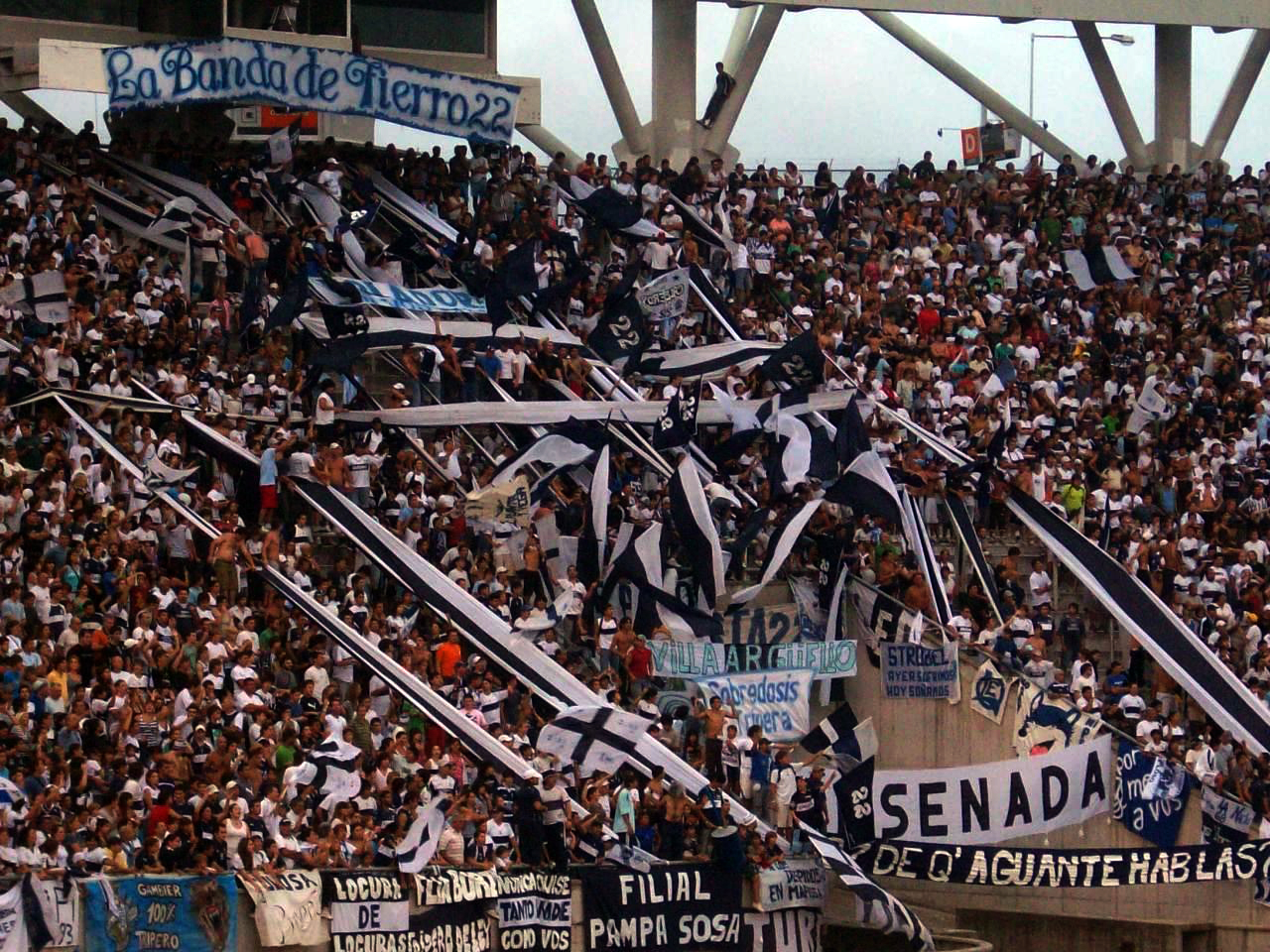
Hinchada de Gimnasia en el Estadio Ciudad de La Plata en un partido ante Boca Juniors en el Clausura 2008.

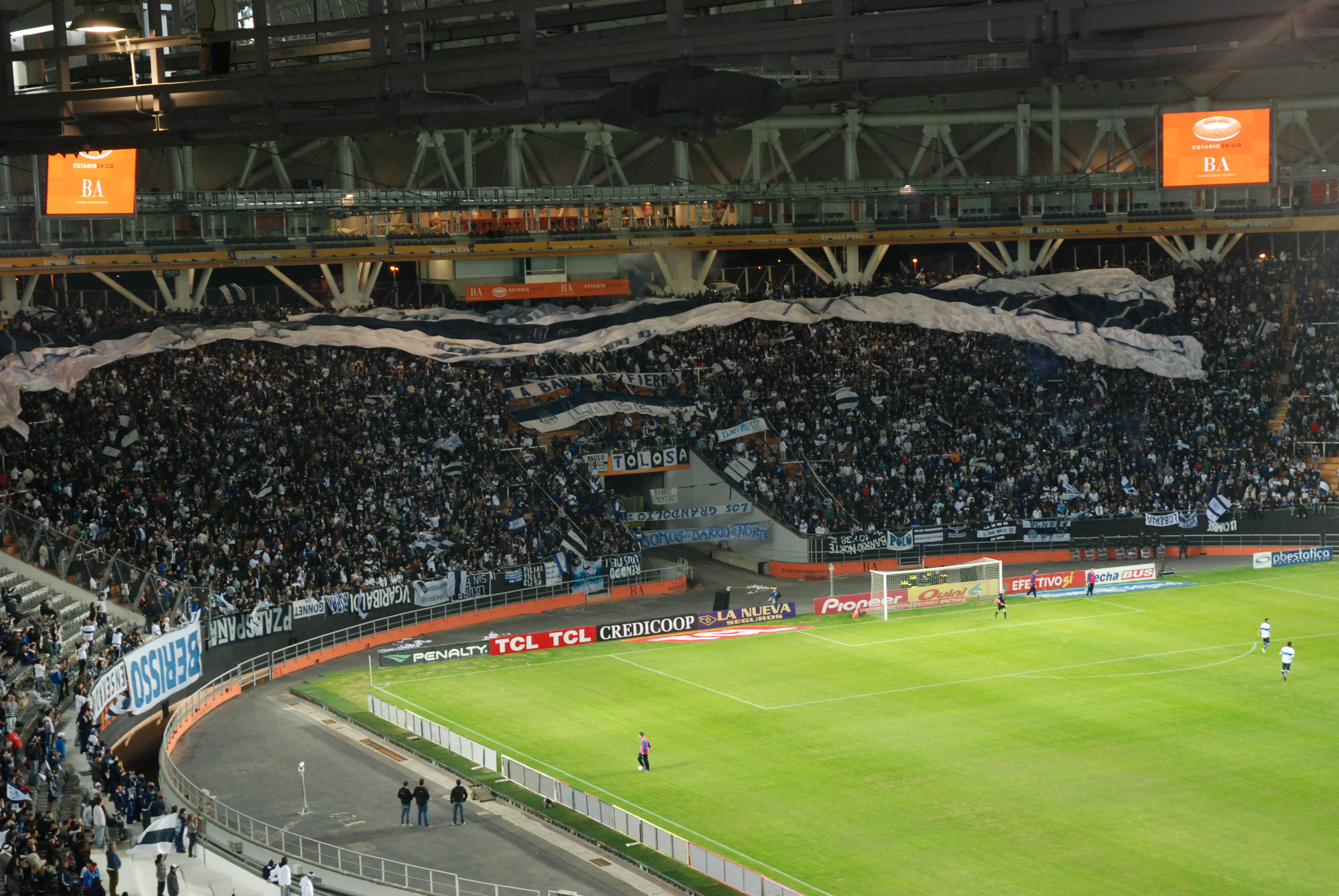
Hinchada de Gimnasia en el Estadio Ciudad de La Plata en un partido ante Sarmiento de Junín en la Primera B Nacional 2012-2013.

### Apodos
La hinchada de Gimnasia y Esgrima tiene varios apodos, entre ellos se encuentran:
- Triperos: Apodo que comenzó siendo para los futbolistas, que por la década de 1920, eran en su mayoría provenientes de las ciudades de Ensenada y Berisso, y quienes, en algunos casos, seguían trabajando en los mataderos que abundaban en esas ciudades. Al trabajar con tripas de animales, generalmente vacunos, se les llamó "triperos".[26]
- Lobo: El apodo es obra del dibujante Julio César Trouet, quien trabajaba para el diario El Día de la ciudad de La Plata. Hasta 1953 el emblema que identificaba al club era el de un carnicero (con relación al apodo de "triperos"). La idea del lobo surgió porque el estadio de Gimnasia y Esgrima está ubicado en el bosque de la ciudad, y el equipo era reconocido por su astucia y rapidez, al igual que el animal que lleva ese nombre. Si bien la figura del lobo no fue tomada de inmediato, fue a partir de la gran campaña del año 1962 que el apodo y el club se hicieron prácticamente sinónimos.[26][27]
- Basurero: El apodo fue dado por los mismos simpatizantes del club debido a que Oscar Venturino, presidente de la institución entre 1968 y 1979, era el dueño de una empresa de recolección de residuos domiciliarios. Aunque no es el apodo más popular que tiene, lo fue durante la década de 1970.[26]
- Mens Sana: Es parte del lema del club, mens sana in corpore sano. Es una cita latina de Juvenal, cuyo sentido original es el de la necesidad de un espíritu equilibrado en un cuerpo equilibrado; no es, por tanto, el mismo sentido con el que hoy en día se utiliza: «mente sana en un cuerpo sano».[26]
- La 22: El nombre colectivo de la hinchada es «La 22». Esto debido a que el número 22 en la quiniela significa "El Loco" y el barrabrava más importante de Gimnasia Marcelo Amuchástegui era apodado "El Loco Fierro".[cita requerida]

### Clubes Homónimos
El club también cuenta con clubes homónimos fundados tanto en honor al GEBA como al propio GELP en las provincias de Río Negro, Mendoza, Jujuy, Buenos Aires, Neuquén, Entre Ríos y Formosa. Algunos de los clubes homónimos:
- Gimnasia y Esgrima de Jujuy.
- Gimnasia y Esgrima de Mendoza.
- Gimnasia y Tiro de Salta.
- Gimnasia y Esgrima de Santa Fe.
- Gimnasia y Esgrima (Pergamino).
- Gimnasia y Esgrima de Concepción del Uruguay.

### Encuestas
Una encuesta sobre las preferencias futbolísticas realizada por la Secretaría de Medios de Comunicación de la Nación en 2006, indicó que en La Plata la mayoría de la población resulta ser hincha de Gimnasia y Esgrima, con el 20,5 por ciento, mientras que su clásico, Estudiantes de La Plata, tiene el 19,8 por ciento de la misma. Según esa misma encuesta, la capital de la provincia de Buenos Aires sería, junto a Rosario, una de las pocas ciudades en el país donde el predominio de los dos clubes más grandes del fútbol argentino (Boca Juniors y River Plate) no es tal.
La encuesta de preferencias coincide con la que había realizado la consultora Equis en 2003, donde había concluido que en La Plata son predominantes los simpatizantes de los clubes locales, en este caso Gimnasia y Estudiantes, relegando a los hinchas de los dos clubes más populares del país, Boca Juniors y River Plate. Esta consultora elaboró otro sondeo de iguales características en 2009, cuyos datos ratifican que en La Plata, como ocurre en otras ciudades argentinas como Santa Fe, Rosario o San Miguel de Tucumán son predominantes los simpatizantes de Gimnasia y Estudiantes, relegando a los hinchas de los dos clubes más populares de Argentina.
La encuesta «Los hinchas y el Fútbol» realizada a nivel nacional en marzo de 2006 por la consultora TNS Gallup para Rexona, refleja una serie de resultados más que significativos sobre la pasión y el sentimiento de todos los futboleros. Los números fueron contundentes, ya que casi 7 de cada 10 argentinos se mostraron apasionados por el fútbol, el deporte más popular en Argentina y en el mundo. Dicha encuesta ubica a Gimnasia séptimo en popularidad con un 1 % a nivel nacional, compartiendo ese puesto con el Club Estudiantes de La Plata, Newell's Old Boys, Talleres de Córdoba y Vélez Sarsfield.
Otro sondeo, producido por el matutino porteño Clarín durante 2010 por el Bicentenario argentino, ubica a Gimnasia entre los 10 equipos «más populares del país» -con un 1 % a nivel nacional- junto con Boca Juniors, River Plate, San Lorenzo, Racing Club, Independiente, Rosario Central, Colón, Belgrano y Newell's Old Boys.

#### Día Mundial del Hincha de Gimnasia y Esgrima
Muchos clubes de Primera División de Argentina, y del mundo, tienen su día y el club platense festeja el «Día Mundial del Hincha de Gimnasia y Esgrima» el 10 de diciembre de cada año.La historia de la fecha festiva está relacionada con la primera marcha que los triperos hicieron al municipio para reclamar la cesión de las tierras del estadio. El impulsor de la idea fue el periodista Néstor Basile, editor de la revista «Tribuna Gimnasista». En la conmemoración de 2008 once mil personas asistieron al estadio del bosque.

## Datos del club

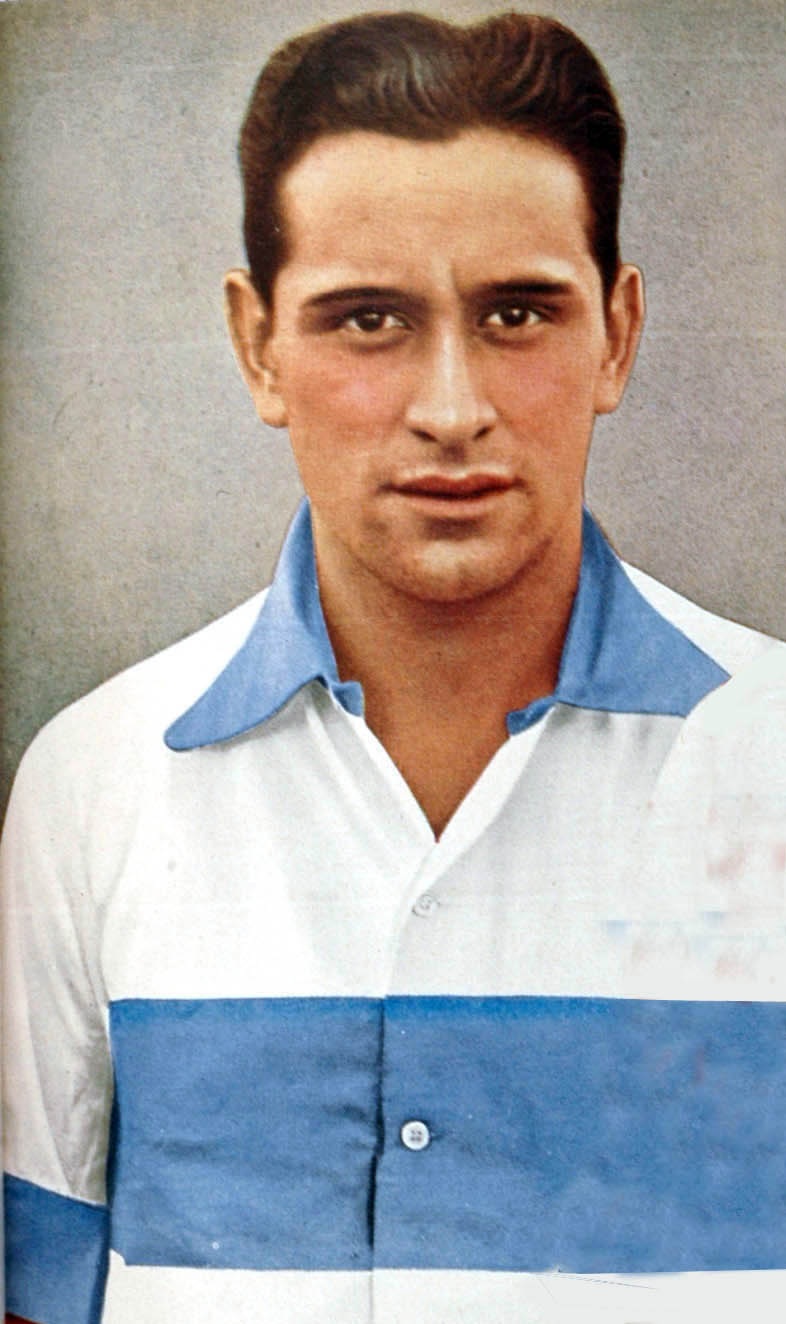
Arturo Naón.

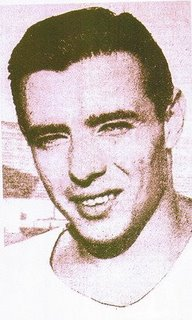
Diego Francisco Bayo.

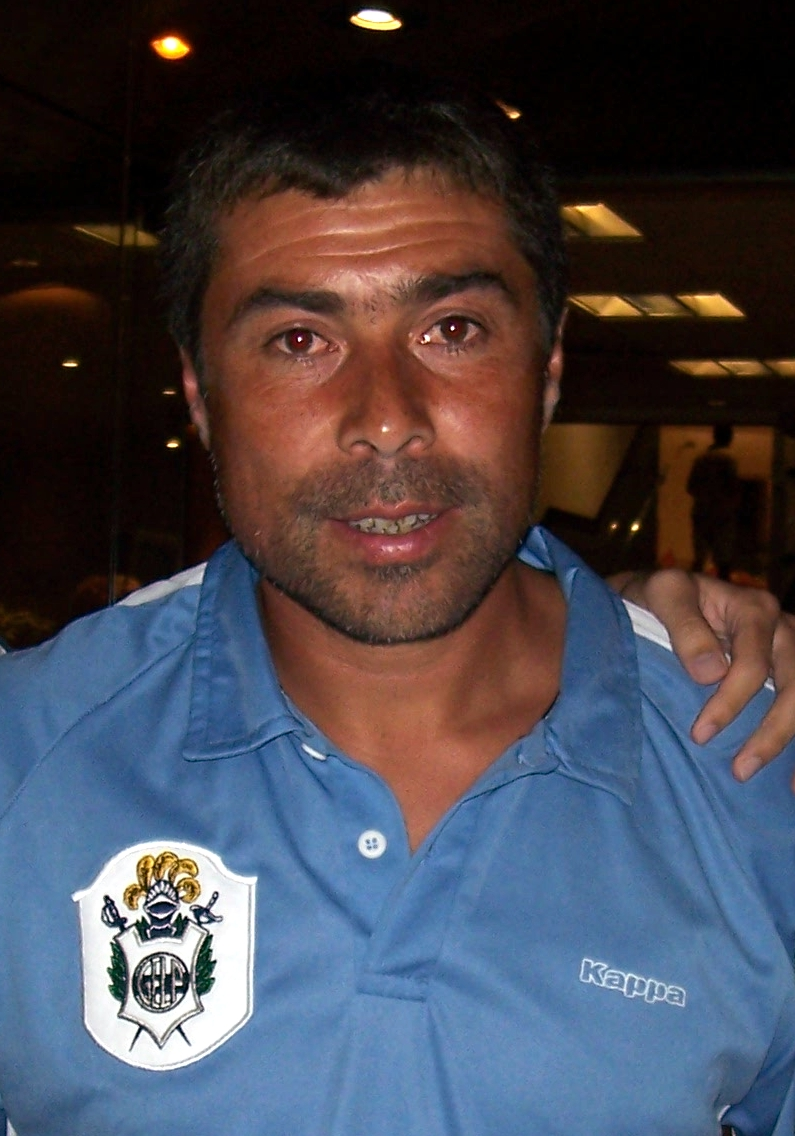
Jorge San Esteban.

- Temporadas en Primera División: 100 (1916-1943, 1945, 1948-1951, 1953-1979, 1985-2010/11, 2013/14-)
- Temporadas en Segunda División: 12
  - En Primera B: 10 (1915, 1944, 1946-1947, 1952 y 1980-1984)
  - En Primera B Nacional: 2 (2011/12-2012/13)
- Temporadas en Tercera División: 1 (1905)
- Mejor puesto en Primera División: 1.º (en 1929)
- Peor puesto en Primera División: 25.º (entre 34, en 1927)[45] y 19.º (entre 20, en Apertura 2010)[46]

Máximas goleadas conseguidas
- En campeonatos nacionales amateurs:
  - 10:1 a River Plate (en 1905 disputado en la División III)
  - 10:1 a Argentino de Quilmes (en 1905 disputado en la División III)
- En Primera División: 8:1 a Racing Club (en 1961, Racing era el campeón argentino.)[47]
  - En Primera B: 8:2 a Nueva Chicago (en 1947) y Dock Sud (en 1947)
  - En torneos internacionales: 5:1 a Alianza Lima (en la Copa Libertadores 2003)[48]
- Máxima cantidad de victorias consecutivas en Primera División:
  - 8 (Torneo Apertura 2005), la sexta más importante del fútbol argentino[49] (en torneos cortos).
  - 9 (Campeonato de 1962)
- Mayor cantidad de goles convertidos:
  -  Arturo Naón (105 goles en 120 encuentros)
  -  Ismael Morgada (91 goles en 334 encuentros)
  -  Manuel Fidel (80 goles en 201 encuentros)
  -  Gabino Arregui (75 goles en 288 encuentros)
  -  Diego Francisco Bayo (71 goles en 138 encuentros)
- Mayor cantidad de encuentros disputados:
  -  Jorge San Esteban (462 encuentros disputados entre 1992-2003 y 2004-2009)
  -  Guillermo Sanguinetti (393 encuentros disputados entre 1991-2003)
  -  Lucas Licht (346 encuentros disputados entre 2001-2006 y 2012-2021)
  -  Oscar Montañez (343 encuentros disputados entre 1932-1945)
  -  Ismael Morgada (334 encuentros disputados entre 1922-1935)
- Participaciones en torneos internacionales oficiales (10):
  - Copa Conmebol (3): 1992, 1995 y 1998.
  - Copa Sudamericana (5): 2002, 2006, 2014, 2017 y 2023.
  - Copa Libertadores (2): 2003 y 2007.
- Partidos jugados en torneos internacionales oficiales (40):

| Año                    | Ronda            | PJ | PG | PE | PP | GF | GC | DG |
| ---------------------- | ---------------- | -- | -- | -- | -- | -- | -- | -- |
| Copa Conmebol 1992     | Semifinalista    | 6  | 2  | 4  | 0  | 5  | 1  | 4  |
| Copa Conmebol 1995     | Octavos de final | 2  | 1  | 0  | 1  | 1  | 4  | -3 |
| Copa Conmebol 1998     | Octavos de final | 2  | 0  | 2  | 0  | 1  | 1  | 0  |
| Copa Sudamericana 2002 | Cuartos de final | 4  | 2  | 1  | 1  | 6  | 5  | 1  |
| Copa Libertadores 2003 | Fase de grupos   | 6  | 1  | 4  | 1  | 8  | 7  | 1  |
| Copa Sudamericana 2006 | Cuartos de final | 4  | 1  | 1  | 2  | 4  | 7  | -3 |
| Copa Libertadores 2007 | Fase de grupos   | 6  | 3  | 0  | 3  | 9  | 10 | -1 |
| Copa Sudamericana 2014 | Segunda fase     | 2  | 0  | 1  | 1  | 0  | 1  | -1 |
| Copa Sudamericana 2017 | Primera fase     | 2  | 0  | 2  | 0  | 1  | 1  | 0  |
| Copa Sudamericana 2023 | Fase de grupos   | 6  | 1  | 1  | 4  | 2  | 6  | -4 |
| Total                  | Total            | 40 | 11 | 16 | 13 | 37 | 43 | -6 |

### Ascensos y descensos
- Descenso a segunda división en la temporada 1943
- Ascenso a Primera División (campeón de la Segunda División 1944)
- Descenso a segunda división en la temporada 1945
- Ascenso a Primera División (campeón de la Segunda División 1947)
- Descenso a Primera División B en la temporada 1951
- Ascenso a Primera División (campeón de la Primera División B 1952)
- Descenso a Primera División B en la temporada 1979
- Ascenso a Primera División (campeón del octogonal de la Primera División B 1984)
- Descenso a Primera B Nacional en la temporada 2010-11
- Ascenso a Primera División (subcampeón de la B Nacional 2012-2013)

### Participaciones en Copa Argentina
| Año                    | Ronda                    | PJ | PG | PE | PP | GF | GC | DG  |
| ---------------------- | ------------------------ | -- | -- | -- | -- | -- | -- | --- |
| Copa Argentina 1969    | Primera fase             | 2  | 0  | 1  | 1  | 4  | 6  | -2  |
| Copa Argentina 1970    | Primera fase             | 2  | 1  | 0  | 1  | 3  | 4  | -1  |
| Copa Argentina 2011-12 | Dieciseisavos de final   | 2  | 1  | 1  | 0  | 2  | 1  | +1  |
| Copa Argentina 2012-13 | Treintaidosavos de final | 2  | 1  | 1  | 0  | 3  | 0  | +3  |
| Copa Argentina 2013-14 | Dieciseisavos de final   | 1  | 0  | 1  | 0  | 0  | 0  | 0   |
| Copa Argentina 2014-15 | Octavos de final         | 3  | 1  | 1  | 1  | 2  | 1  | +1  |
| Copa Argentina 2015-16 | Semifinalista            | 5  | 3  | 1  | 1  | 7  | 5  | +2  |
| Copa Argentina 2016-17 | Treintaidosavos de final | 1  | 0  | 0  | 1  | 0  | 1  | -1  |
| Copa Argentina 2017-18 | Subcampeón               | 6  | 3  | 3  | 0  | 7  | 4  | +3  |
| Copa Argentina 2018-19 | Dieciseisavos de final   | 2  | 0  | 2  | 0  | 1  | 1  | 0   |
| Copa Argentina 2019-20 | Octavos de final         | 3  | 2  | 0  | 1  | 8  | 3  | +5  |
| Copa Argentina 2022    | Octavos de final         | 3  | 2  | 0  | 1  | 4  | 2  | +2  |
| Copa Argentina 2023    | Treintaidosavos de final | 1  | 0  | 1  | 0  | 1  | 1  | 0   |
| Total                  | 13/13 ediciones          | 33 | 14 | 12 | 7  | 42 | 29 | +13 |

## Clásico y rivalidades
El clásico rival de Gimnasia es Estudiantes de La Plata, el otro club de la ciudad con quien disputa el Clásico platense. Este clásico es uno de los más importantes y pasionales de Argentina. 
La hinchada mantiene rivalidades con las hinchadas de:
- Quilmes: por varios motivos: por la cercanía de ambas ciudades (menos de 40 km). Por la amistad que durante años mantuvo Estudiantes con el Cervecero. Por partidos decisivos entre ambos a través de los años. Porque antiguamente EDLP usaba el estadio de Quilmes para hacer de local mientras se terminaba su estadio, y por la disputa de cúal de los dos clubes es el decano del fútbol argentino (ambos fundados en 1887).

- Platense: por incidentes entre ambas hinchadas y posterior amistad del Calamar con Estudiantes.

- Vélez Sarsfield: por la amistad que mantuvo EDLP sumado a los campeonatos que pelearon hasta el final Gimnasia con Vélez durante los 90'.

- Independiente: por la amistad que durante años mantuvo el Tripero y la Academia.

- Peñarol: por la gran amistad entre EDLP y el equipo uruguayo.

## Jugadores
A lo largo de sus 138 años de historia, fueron más de 800 los futbolistas del Club de Gimnasia y Esgrima La Plata que han vestido la camiseta del primer equipo. Jorge San Esteban, con más de 400 encuentros disputados, es quien más veces lució la camiseta albiazul. A su vez, Arturo Naón con 105 goles en 120 encuentros es el máximo goleador de la historia del club.
De sus divisiones inferiores han surgido algunos jugadores reconocidos, como ser: Guillermo y Gustavo Barros Schelotto, Mariano Messera, Lucas Lobos, Roberto «Pampa» Sosa, Andrés Guglielminpietro, Sebastián Romero, Lucas Licht, Leandro Cufré, Hernán Cristante, Fabián Rinaudo, Lisandro Magallán, Milton Casco, Ignacio Fernández, entre otros. Además, Gimnasia históricamente ha formado su plantilla con futbolistas del fútbol local pero también con extranjeros, siendo los uruguayos quienes predominan en las preferencias, con 69 futbolistas.

### Plantel profesional
- Los equipos argentinos están limitados por la AFA a tener en su plantel de primera división un cupo máximo de seis futbolistas extranjeros.

### Mercado de pases 2025
- Actualizado el 17 de agosto de 2025.

| Leyenda | Leyenda |
| ------- | --- |
|         | Agente libre: El jugador llega a la institución con el pase en su poder.                                                  |
|         | Fin de contrato: El jugador finaliza su vínculo con la institución.                                                       |
|         | Libertad de acción: El jugador no firma un contrato profesional con la institución.                                       |
|         | Pago de cláusula: El jugador rescinde su vínculo con la institución dueña de su pase mediante un resarcimiento económico. |
|         | Rescisión de contrato: El jugador rescinde su vínculo con la institución antes de finalizar su contrato.                  |
|         | Traspaso: El jugador llega transferido de manera definitiva desde otra institución.                                       |
|         | Traspaso: El jugador fue transferido de manera definitiva hacia otra institución.                                         |
|         | Cesión: El jugador llega al club cedido de otra institución por un lapso de tiempo determinado.                           |
|         | Cesión: El jugador fue cedido a otra institución por un lapso de tiempo determinado.                                      |
|         | Fin de cesión: El jugador finaliza su préstamo con la institución y vuelve al club de origen.                             |
|         | Promoción: El jugador fue promovido de las divisiones inferiores para entrenar con el plantel profesional.                |

#### Incorporaciones
| Incorporaciones   | Incorporaciones          | Incorporaciones        | Incorporaciones   | Incorporaciones | Incorporaciones |
| Posición          | Jugador                  | Origen                 | Tipo              |                 |                 |
| Primer semestre   | Primer semestre          | Primer semestre        | Primer semestre   | Primer semestre | Primer semestre |
| ----------------- | ------------------------ | ---------------------- | ----------------- | --------------- | --------------- |
| Director Técnico  | Diego Flores             | San Martín de Tucumán  | Agente libre.     |                 |                 |
| Arquero           | Tomás Durso              | Atlético Tucumán       | Fin de cesión.    |                 |                 |
| Arquero           | Luis Ingolotti           | Central Córdoba (SdE)  | Agente libre.     |                 |                 |
| Arquero           | Nahuel Manganelli        | Deportivo Riestra      | Fin de cesión.    |                 |                 |
| Central derecho   | Renzo Giampaoli          | Boca Juniors           | Cesión.           |                 |                 |
| Central izquierdo | Diego Mastrángelo        | San Martín de Tucumán  | Fin de cesión.    |                 |                 |
| Central izquierdo | Gastón Suso              | Platense               | Agente libre.     |                 |                 |
| Central izquierdo | Juan Manuel Villalba     | Vélez Sarsfield        | Agente libre.     |                 |                 |
| Lateral derecho   | Guillermo Enrique        | Banfield               | Fin de cesión.    |                 |                 |
| Lateral izquierdo | Matías Melluso           | Pafos                  | Agente libre.     |                 |                 |
| Lateral izquierdo | Pedro Silva Torrejón     | Panetolikos            | Pago de cláusula. |                 |                 |
| Volante central   | Júnior Moreno            | Houston Dynamo         | Agente libre.     |                 |                 |
| Volante izquierdo | Bautista Merlini         | Libertad               | Agente libre.     |                 |                 |
| Volante izquierdo | Zago Zegarra             | Villa San Carlos       | Fin de cesión.    |                 |                 |
| Volante mixto     | Lautaro Álvarez          | Cooper                 | Fin de cesión.    |                 |                 |
| Volante mixto     | Nicolás Barros Schelotto | Ventura County         | Agente libre.     |                 |                 |
| Volante ofensivo  | Alan Sosa                | Aldosivi               | Fin de cesión.    |                 |                 |
| Volante ofensivo  | Santiago Villarreal      | Divisiones inferiores  | Promoción.        |                 |                 |
| Centro atacante   | Jorge de Asís            | Divisiones inferiores  | Promoción.        |                 |                 |
| Centro atacante   | Jan Hurtado              | Boca Juniors           | Agente libre.     |                 |                 |
| Extremo derecho   | Lautaro Chávez           | Defensores de Belgrano | Fin de cesión.    |                 |                 |
| Extremo derecho   | Franco Torres            | Deportes Copiapó       | Fin de cesión.    |                 |                 |
| Extremo izquierdo | Alejandro Piedrahita     | Deportivo Pereira      | Cesión.           |                 |                 |
| Segundo semestre  |                          |                        |                   |                 |                 |
| Director Técnico  | Alejandro Orfila         | Barracas Central       | Agente libre.     |                 |                 |
| Central derecho   | Germán Conti             | Racing                 | Cesión.           |                 |                 |
| Central izquierdo | Diego Mastrángelo        | Deportivo Riestra      | Fin de cesión.    |                 |                 |
| Volante central   | Nicolás Sánchez          | Racing de Córdoba      | Fin de cesión.    |                 |                 |
| Volante central   | Mateo Seoane             | Vélez Sarsfield        | Agente libre.     |                 |                 |
| Volante central   | Juan Jesús Yangali       | San Telmo              | Cesión.           |                 |                 |
| Volante ofensivo  | Juan José Pérez          | Deportivo Pereira      | Cesión.           |                 |                 |
| Centro atacante   | Sebastián Lomónaco       | Godoy Cruz de Mendoza  | Cesión.           |                 |                 |
| Centro atacante   | Marcelo Torres           | United F.C.            | Agente libre.     |                 |                 |
| Extremo derecho   | Mateo Cardozo            | Los Andes              | Fin de cesión.    |                 |                 |
| Extremo izquierdo | Maximiliano Zalazar      | Boca Juniors           | Cesión.           |                 |                 |
|                   |                          |                        |                   |                 |                 |

#### Desvinculaciones
| Desvinculaciones  | Desvinculaciones   | Desvinculaciones               | Desvinculaciones       | Desvinculaciones | Desvinculaciones |
| Posición          | Jugador            | Destino                        | Tipo                   |                  |                  |
| Primer semestre   | Primer semestre    | Primer semestre                | Primer semestre        | Primer semestre  | Primer semestre  |
| ----------------- | ------------------ | ------------------------------ | ---------------------- | ---------------- | ---------------- |
| Director Técnico  | Marcelo Méndez     | City Torque                    | Rescisión de contrato. |                  |                  |
| Arquero           | Luciano Acosta     | Agropecuario de Carlos Casares | Libertad de acción.    |                  |                  |
| Arquero           | Tomás Durso        | Atlético Tucumán               | Traspaso.              |                  |                  |
| Arquero           | Marcos Ledesma     | Defensa y Justicia             | Fin de cesión.         |                  |                  |
| Arquero           | Nahuel Manganelli  | Deportivo Riestra              | Fin de contrato.       |                  |                  |
| Central derecho   | Yonathan Cabral    | Atlético Tucumán               | Fin de cesión.         |                  |                  |
| Central derecho   | Martín Morales     | Villa San Carlos               | Libertad de acción.    |                  |                  |
| Central izquierdo | Gustavo Canto      | Always Ready                   | Rescisión de contrato. |                  |                  |
| Central izquierdo | Iñaki Esteves      | Estudiantes de San Luis        | Libertad de acción.    |                  |                  |
| Central izquierdo | Lautaro Lorenzi    | A.D.I.P. de La Plata           | Libertad de acción.    |                  |                  |
| Central izquierdo | Diego Mastrángelo  | Deportivo Riestra              | Cesión.                |                  |                  |
| Lateral derecho   | Brian Blasi        | Alvarado                       | Rescisión de contrato. |                  |                  |
| Lateral derecho   | Uziel Cabrera      | Defensores de Villa Ramallo    | Libertad de acción.    |                  |                  |
| Lateral derecho   | Guillermo Enrique  | Alianza Lima                   | Cesión.                |                  |                  |
| Lateral izquierdo | Nicolás Colazo     | Banfield                       | Fin de contrato.       |                  |                  |
| Lateral izquierdo | Rodrigo Gallo      | Deportivo Riestra              | Fin de contrato.       |                  |                  |
| Lateral izquierdo | Valentín Rodríguez | Peñarol                        | Fin de cesión.         |                  |                  |
| Volante central   | Agustín Bolívar    | Alvarado                       | Fin de contrato.       |                  |                  |
| Volante central   | Nicolás Sánchez    | Racing de Córdoba              | Cesión.                |                  |                  |
| Volante derecho   | David Zalazar      | Talleres de Córdoba            | Fin de cesión.         |                  |                  |
| Volante izquierdo | Zago Zegarra       | Dock Sud                       | Rescisión de contrato. |                  |                  |
| Volante mixto     | Lautaro Álvarez    | Los Andes                      | Cesión.                |                  |                  |
| Volante mixto     | Ramiro Álvarez     | Villa San Carlos               | Libertad de acción.    |                  |                  |
| Volante ofensivo  | Teo Cándido        | Bandera de ?                   | Libertad de acción.    |                  |                  |
| Volante ofensivo  | Fermín Irisarri    | Málaga City                    | Fin de contrato.       |                  |                  |
| Volante ofensivo  | Matías Miranda     | Defensa y Justicia             | Fin de contrato.       |                  |                  |
| Extremo derecho   | Matías Abaldo      | Defensor Sporting              | Traspaso.              |                  |                  |
| Extremo derecho   | Mateo Cardozo      | Los Andes                      | Cesión.                |                  |                  |
| Extremo derecho   | Lautaro Chávez     | Aldosivi                       | Rescisión de contrato. |                  |                  |
| Extremo derecho   | Owen Soto          | Bandera de ?                   | Libertad de acción.    |                  |                  |
| Extremo izquierdo | Juan Cruz Esquivel | Tigre                          | Fin de cesión.         |                  |                  |
| Extremo izquierdo | Román Zárate       | Comunidad Rural de Los Hornos  | Libertad de acción.    |                  |                  |
| Mediapunta        | Franco Troyansky   | Unión de Santa Fe              | Fin de cesión.         |                  |                  |
| Segundo semestre  |                    |                                |                        |                  |                  |
| Director Técnico  | Diego Flores       | Maccabi Haifa                  | Rescisión de contrato. |                  |                  |
| Central derecho   | Leonardo Morales   | Belgrano de Córdoba            | Rescisión de contrato. |                  |                  |
| Central derecho   | Valentín Peñalva   | Acassuso                       | Cesión.                |                  |                  |
| Volante central   | Martín Fernández   | Boston River                   | Fin de cesión.         |                  |                  |
| Volante central   | Nicolás Sánchez    | Brown de Puerto Madryn         | Cesión.                |                  |                  |
| Volante mixto     | Pablo De Blasis    | Cartagena                      | Rescisión de contrato. |                  |                  |
| Extremo derecho   | Mateo Cardozo      | Excursionistas                 | Cesión.                |                  |                  |
| Centro atacante   | Rodrigo Castillo   | Lanús                          | Traspaso.              |                  |                  |
|                   |                    |                                |                        |                  |                  |

## Entrenadores

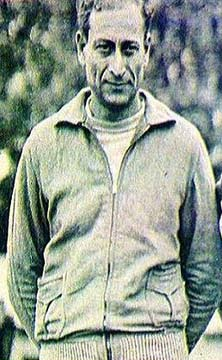
Emérico Hirschl.

El Club Gimnasia y Esgrima La Plata ha tenido un total de 63 entrenadores de fútbol a lo largo de su historia. El primer entrenador del club fue el húngaro Emérico Hirschl, quien dirigió en la institución entre 1932 y 1934.

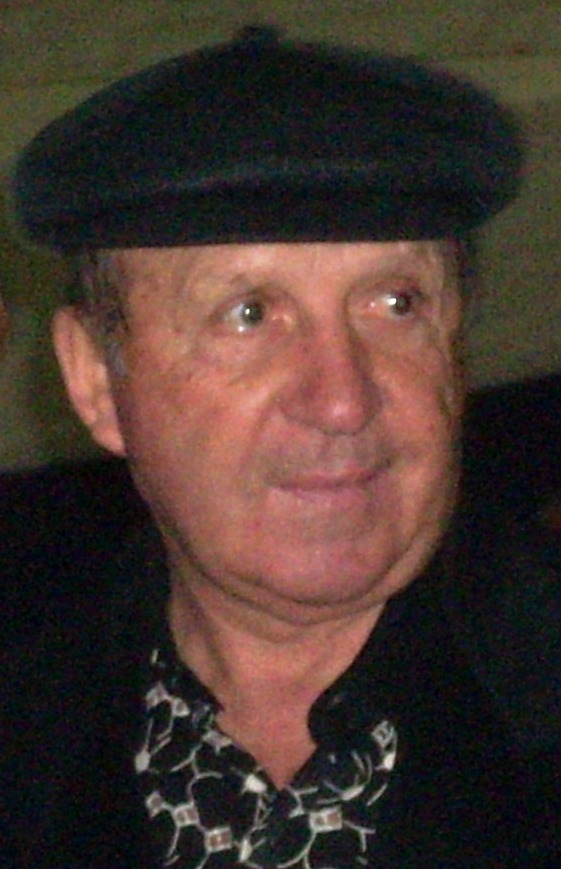
Carlos Timoteo Griguol.

Algunos entrenadores que quedaron en la memoria del club fueron Nito Veiga (quien lograra el ascenso en 1984), Roberto Perfumo (entrenador en la final de la Copa Centenario), Carlos Timoteo Griguol (quien dirigiera al equipo en tres etapas, totalizando diez años) y el exfutbolista Pedro Troglio.

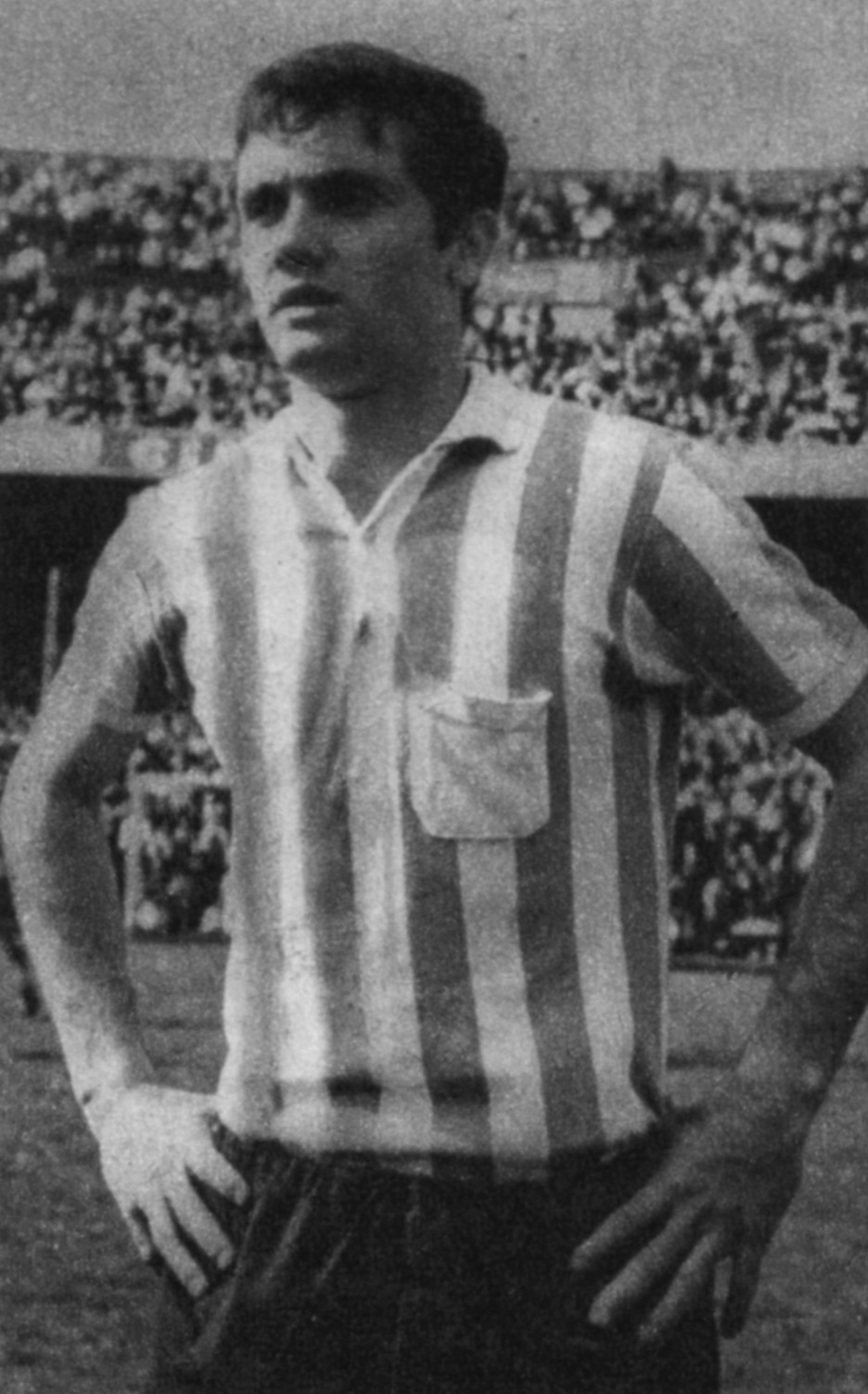
Roberto Perfumo.

En 1993 Roberto Perfumo se hace cargo de la conducción técnica del club, previo a la final de la Copa Centenario, de la cual se consagraría ganador. Un año más tarde, Carlos Timoteo Griguol toma el cargo de entrenador y consigue 3 subcampeonatos (Torneo Clausura 1995, Torneo Clausura 1996 y Torneo Apertura 1998). Dirigiría hasta 1999, cuando emigraría al Betis de España. Volvería al poco tiempo para dirigir al lobo en la temporada 2000/2001, para luego ser reemplazado por el uruguayo Gregorio Pérez. En la temporada 2003/2004 Griguol comienza su tercera etapa en Gimnasia y Esgrima La Plata, en donde finaliza su carrera como entrenador de fútbol.

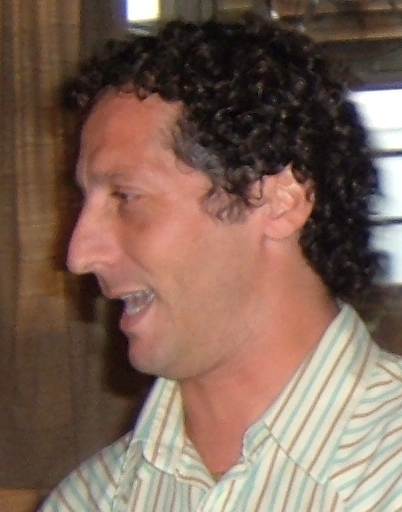
Pedro Troglio.

El 3 de enero de 2008 el cargo de entrenador de Gimnasia y Esgrima La Plata quedó a cargo del exfutbolista del club, Guillermo «Topo» Sanguinetti. El «Topo» se despidió del fútbol a los 37 años, totalizando 383 encuentros locales y 18 internacionales, siendo el segundo futbolista con más presencias en la centenaria historia de Gimnasia y Esgrima, detrás de Jorge San Esteban. Por la baja cantidad de puntos que el equipo logró cosechar, se llegó a un común acuerdo entre la dirigencia de Gimnasia y Sanguinetti para su desvinculación.
El 30 de septiembre de 2008, el Club de Gimnasia y Esgrima La Plata contrató a Leonardo Madelón como director técnico. Luego de un breve paso de Pablo Fernández como entrenador, se hizo cargo de la dirección técnica Diego Cocca.
En 2011 para afrontar la B Nacional Osvaldo Ingrao se hizo cargo del equipo, pero debido a los malos resultados fue sucedido por Pedro Troglio, quien logró el ascenso y el quinto puesto en su retorno a Primera. Tras la salida de Pedro Troglio asume Gustavo Alfaro, después de estar 1 año a cargo del equipo.
Al finalizar el contrato de Gustavo Alfaro, Mariano Soso tomó el puesto vacante de director técnico. El jueves 28 de diciembre de 2017 se confirmó, tras un breve mandato como director técnico, Mariano Soso renunció al cargo, asumiendo Facundo Sava quien vistió la camiseta tripera desde 1997 hasta el 2002. Tras malos resultados, es sucedido por Pedro Troglio nuevamente. El cual consigue que Gimnasia llegue a la final de la Copa Argentina 2017-18. Tras perder la final y los malos resultados en la liga, es despedido y Darío Ortiz, exjugador del Club campeón de la Copa Centenario de la AFA, sería su reemplazante.
Para la temporada 2019-20, el "Indio" Ortiz deja su cargo por no conseguir buenos resultados. Su reemplazante sería nada más ni nada menos que Diego Maradona acompañado de Sebastián "Gallego" Méndez. Sería su regreso al fútbol argentino, como entrenador y con el objetivo de salvar a Gimnasia del descenso, el cual estaba cada vez más comprometido en el fondo de la tabla de los promedios. En 2020 debido a la pandemia de COVID-19, se suspenden los descensos y Gimnasia, que había conseguido bastantes puntos, logra salvarse.
Para el 2021, lo sucede la dupla interina de Mariano Messera y Leandro Martini, que dejarían el cargo a finales de agosto de 2021. "Pipo" Gorosito los sucedería.

### Diego Armando Maradona
Tras la renuncia del entrenador Darío Ortiz el 31 de agosto de 2019 ante malos resultados, el club comenzó la búsqueda de un nuevo entrenador. En la mañana del 5 de septiembre el presidente del club, Gabriel Pellegrino, se reunió con Matías Morla, el abogado de Diego Maradona, para confirmar su fichaje. El 8 de septiembre fue recibido por 20 000 fanáticos del club en el estadio Juan Carmelo Zerillo. Maradona, conmocionado por el recibimiento, expresó:

Ustedes los hinchas nos van a dar el plus para ganar los partidos. ¡Y los vamos a ganar! Esta camiseta es la más linda del mundo porque tiene nuestros colores. Acá estoy en mi casa.

Fue tal la revolución causada por la llegada de Maradona que el club sumó 3000 socios en tres días y agotó las nuevas camisetas que se habían puesto a la venta con el número 10 y la inscripción "Maradona" en la parte trasera. En la Superliga Argentina sumó seis triunfos, cinco empates y ocho derrotas, mientras que también ganó el único encuentro que alcanzó a disputar por la Copa Argentina para eliminar a Sportivo Barracas. Su último partido en el que dirigió a Gimnasia propiamente dicho fue ante Boca Juniors por la Superliga, donde el "Lobo" perdió por 0:1.
El fútbol argentino se interrumpió por muchos meses como consecuencia de la pandemia de COVID-19, pero volvió con la Copa de la Liga Profesional 2020, donde en su primer partido Gimnasia derrotó 3:0 a Patronato, Sin embargo Maradona no dirigió al equipo junto a Sebastián Ariel Méndez como lo hizo desde su llegada, sino que Méndez dirigió sólo porque Maradona afrontaba problemas de salud. Esto seguiría pasando en el resto de partidos hasta su muerte.
El 17 de noviembre de 2020, Maradona se comunicó con los jugadores y el cuerpo técnico de Gimnasia a través de una videollamada, donde estaba entusiasmado por volver a los entrenamientos quince días después de la fecha, aunque su tratamiento durase 40 días más. El 25 de noviembre Diego Maradona falleció por un paro cardiorrespiratorio en su casa en Tigre.

## Palmarés

### Títulos nacionales (2)
| Competición Nacional            | Títulos                 | Subcampeonatos                                                                   |
| ------------------------------- | ----------------------- | -------------------------------------------------------------------------------- |
| Primera División (1/6)          | 1929                    | 1924, Clausura 1995, Clausura 1996, Apertura 1998, Clausura 2002 y Apertura 2005 |
| Copa Centenario de la AFA (1/0) | 1993                    |                                                                                  |
| Copa Argentina (0/1)            |                         | 2018                                                                             |
|                                 |                         |                                                                                  |
| Segunda División (4/3)          | 1915, 1944, 1947 y 1952 | 1946, 1982 y 2012-13                                                             |

•Nota: en negrita, torneos vigentes en la actualidad.

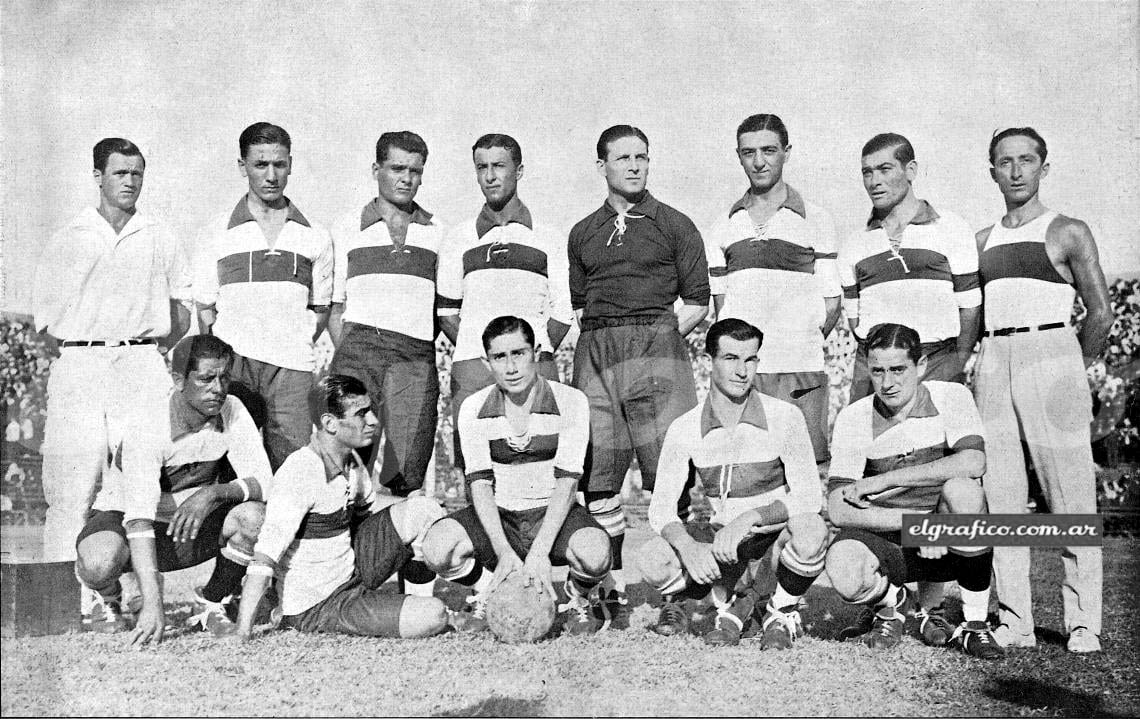
Plantel campeón de Primera División 1929.

### Otros logros
- Torneo Promocional de Primera División (1): 1967[60]

### Torneos nacionales amistosos
- Trofeo Eva Perón (1): 1953
- Copa Gobernador Alende (1): 1960[61]
- Copa Diario El Día (1): 1974
- Copa Diario La Gaceta (2): 1972 y 1977
- Copa Amistad (2): 1977 y 2006
- Copa Provincia de Buenos Aires (1): 1998
- Copa Municipalidad de La Plata (2): 1999 y 2001[62]
- Copa Malvinas Argentinas (1): 2003
- Copa Ciudad de Mar del Plata (1): 2009
- Copa Ciudad de Necochea (1): 2012
- Copa Amistad Ciudad de La Plata (1): 2014[63][64]
- Copa Ciudad de Ensenada (1): 2016
- Copa Banco Provincia (1): 2017
- Copa de Verano Schneider (2): 2018 y 2019

### Torneos internacionales amistosos
- Copa Presidente Benavides (Perú) (1): 1937
- Cuadrangular de Asunción (Paraguay) (1): 1975[65]
- Trofeo Ciudad de Zamora (España) (1): 1989[66]
- Copa Colonia del Sacramento (Uruguay) (1): 1998[65]
- II Copa Cristal (Chile) (1): 2005[67]
- Copa Nacional Campeón Uruguayo 45° (Uruguay) (1): 2015
- Copa Juan Masnik (Uruguay) (1): 2024
- Copa Hugo Rivero (Uruguay) (1): 2024
- Subcampeón de la Copa Sanwa Bank: 1994[68]

## Futsal
El Lobo fue uno de los clubes fundacionales del Campeonato de Futsal de la Asociación de Fútbol Argentino en 1986. Sin embargo, su paso por dicho campeonato fue fugaz y estuvo varias décadas ausente.
Después de 35 años, Gimnasia participará en Primera División, tras consagrarse campeón de la Primera B en 2021.

### Historia

#### Inicios
Junto a otros 10 clubes, Gimnasia participó del campeonato inaugural de la Asociación de Fútbol Argentino. En el torneo consiguió 4 victorias y 1 empate. Por motivos desconocidos, sus puntos fueron anulados y no participó desde 1987.

#### Retorno y descenso
Para 2015 se dio el regreso del lobo a los campeonatos de futsal de la AFA. El club debió incorporarse en la Primera C, categoría que se había creado un año antes. Sin embargo, sus campañas fueron muy flojas: en 2015 finalizó en puesto de desafiliación, pero pudo continuar compitiendo debido a que fue suprimida; en 2016 vuelve a terminar en puesto de desafiliación. Sin embargo, en 2017 se crea la Primera D, por lo que el equipo es descendido a la cuarta categoría.

#### De Primera D a Primera B
En 2017 el rumbo de Gimnasia cambia por completo al disputar el torneo inaugural de la Primera D. Compite en la Zona B y consigue 48 puntos, obtenidos en 22 partidos con 14 victorias y 6 empates; alcanzando el segundo lugar de la zona y obteniendo el derecho a disputar un partido con el escolta de la Zona A por el tercer ascenso. El partido se disputó el 5 de diciembre en Avellaneda en cancha de S.E.C.L.A. ante Excursionistas, que abrió el marcador en el primer tiempo pero, en el cierre del partido, el lobo consiguió 2 goles de Ramírez y Saldivia para conseguir el primer ascenso en la historia del club.
En 2018 volvió a disputar la Primera C, pero esta vez logró un desempeño muy distinto a los de 2015 y 2016: consiguió el segundo lugar del campeonato con 78 puntos, conseguidos en 34 partidos con 24 victorias y 6 empates quedando por detrás del campeón Don Bosco, obteniendo el ascenso varias fechas antes al igualar ante Caballito Juniors por 1 a 1.

#### Campeonato y ascenso a Primera División
El 2019 recibió al lobo en Primera B, resultado de 2 ascensos consecutivos obtenidos desde 2017. En su debut en la categoría haría la mejor campaña de los últimos años, siendo merecedor del ascenso, pero el formato de las 2 categorías superiores era distinto al de la Primera C y Primera D: al cabo de 38 fechas, Gimnasia terminó en primer puesto igualando con Camioneros en 82 puntos, por diferencia de gol quedó con la posición mencionada; sin embargo los 2 ascensos debían definirse en la fase final, donde accedieron los 8 mejores de la Tabla de posiciones. El lobo, por ser el puntero, jugó contra el octavo puesto Unión de Ezpeleta que, pesar de la distancia en las posiciones, consiguió vencer al lobo de local y, tras empatar en el segundo partido, eliminó a Gimnasia y avanzó a las semifinales.
En 2020 inició una nueva temporada de la Primera B, donde el lobo arrancó con una goleada sobre quien lo había eliminado en el certamen anterior. Sin embargo, tras disputarse la primera fecha, el torneo quedó suspendido debido a las restricciones sanitarias por la pandemia de covid-19, y finalmente fue cancelado. Después de meses de espera, en noviembre se disputa el nuevo torneo y Gimnasia consigue el primer lugar de la Zona 4, pasando a la fase final por los 2 ascensos, donde quedaría eliminado rápidamente por Argentinos Juniors.
En la temporada 2021, alcanzó el tercer lugar en la Zona 1, por lo que clasificó al decagonal de la Zona Campeonato. Su desempeño fue mejorando aún más quedando en segundo lugar del decagonal, pasando a los cuartos de final. En dicha instancia se midió con Pacífico al que venció en el primer partido, pero al caer en los penales del segundo partido debió jugarse un tercer partido, donde venció por 2 a 1. En semifinales se disputaron los ansiados ascensos, y Gimnasia enfrentó a Country, que venía de eliminar al puntero del decagonal Nueva Chicago. Sin embargo, eso no lo detuvo y, tras vencer por 4 a 2 en Dock Sud, consiguió el ascenso en Lomas al vencer por 7 a 3. Habiendo conseguido el retorno a Primera División luego de 35 años, enfrentó en la final a Atlanta, que retornaría a Primera luego de 17 años a costa de eliminar ni más ni menos que a River Plate: venciendo por 4 a 2 en Dock Sud y cayendo por 4 a 3 en Villa Crespo, consigue el campeonato al golear por 7 a 2 en el último partido en Ezpeleta, consagrándose campeón por primera vez en su historia.

### Palmarés
- Primera B: 1 (2021)

### Datos del club
- Temporadas en Primera División: 2 (1986 y 2022)
- Temporadas en Primera B: 3 (2019, 2020 y 2021)
- Temporadas en Primera C: 3 (2015, 2016 y 2018)
- Temporadas en Primera D: 1 (2017)

## Vóley femenino
Uno de los deportes destacados  del club Gimnasia y Esgrima La Plata es el vóley femenino, el cual tiene una gran importancia dentro del vóley argentino, siendo la única institución de las nueve fundadoras de la «Federación de Voleibol y Pelota al Cesto» que en la actualidad continúa practicando y en las más altas divisiones. Actualmente, la federación se denomina «Federación Metropolitana de Voleibol» (FMV).
Su equipo, conocido popularmente como Las Lobas han participado en una gran cantidad de títulos a nivel nacional y metropolitano, obteniendo también diversos títulos.

### Logros obtenidos
| Competencia                    | País      | Año       | Puesto  |
| ------------------------------ | --------- | --------- | ------- |
| Copa Morgan FMV                | Argentina | 1951      | Campeón |
| Torneo Evita                   | Argentina | 1954      | Campeón |
| Torneo Lola Berta              | Venezuela | 1955      | Campeón |
| Torneo Cuadrangular            | Chile     | 1972      | Campeón |
| Torneo Cuadrangular            | Chile     | 1975      | Campeón |
| Cuadrangular Náutico           | Uruguay   | 1976      | Campeón |
| Banco República                | Uruguay   | 1976      | 2.º     |
| Liga Argentina de Clubes       | Argentina | 1998-1999 | 3.º     |
| Liga Argentina de Clubes       | Argentina | 1999-2000 | Campeón |
| Federación Metropolitana       | Argentina | 2000      | Campeón |
| Torneo Sudamericano            | Brasil    | 2000      | 4.º     |
| Liga Argentina de Clubes       | Argentina | 2000-2001 | Campeón |
| Federación Metropolitana       | Argentina | 2000-2001 | Campeón |
| Liga Argentina de Clubes       | Argentina | 2003      | Campeón |
| Liga Metropolitana (FMV)       | Argentina | 2004      | Campeón |
| Liga Argentina de Clubes       | Argentina | 2005      | 2.º     |
| Torneo Int. Norma Rimoldi      | Argentina | 2005      | Campeón |
| Torneo Int. CAE Classic        | Argentina | 2010      | Campeón |
| Liga Metropolitana (FMV)       | Argentina | 2010      | 3.º     |
| Copa 80.º Aniversario de FMV   | Argentina | 2012      | Campeón |
| Copa Ever Ready Máximo Pinasco | Argentina | 2013      | Campeón |
| Torneo Apertura (FMV)          | Argentina | 2014      | Campeón |
| Liga Argentina de Clubes       | Argentina | 2015      | 3.º     |
| Torneo Sudamericano            | Argentina | 2016      | 4.º     |
| Liga Argentina de Clubes       | Argentina | 2017      | Campeón |

## Baloncesto

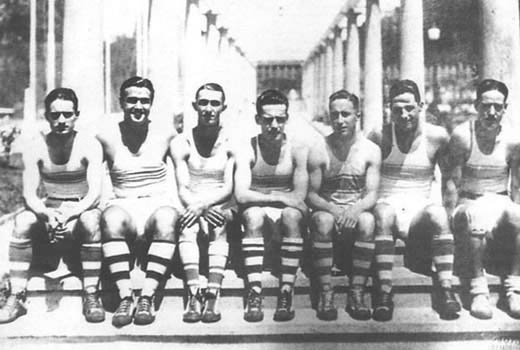
Primer equipo de baloncesto de 1924 en la glorieta del Estadio del Bosque.

El club ocupa el puesto número 26.º en la tabla histórica de la Liga Nacional de la Asociación de Clubes de Básquetbol con 366 puntos en 244 partidos. El baloncesto (o básquetbol) comenzó a practicarse en el club de Gimnasia y Esgrima La Plata en la década de 1920 y en el año 1924 se construyó una cancha en el predio de 60 y 118. A partir de ese momento, se convertiría en uno de los principales deportes practicados en el club.
El equipo de baloncesto de Gimnasia y Esgrima alcanzó su punto máximo durante las campañas de 1978 y 1979. El primer título que obtuvo fue en 1978 al vencer en el estadio de Ferrocarril Oeste a Obras Sanitarias por 72 a 67 el título Metropolitano. Fueron baloncestistas en este período González, Finito Gehrmann, Peinado, y estadounidenses como Lawrence Jackson y el base Clarence Edgar Metcalfe, quien era el líder del equipo y salió elegido como el mejor baloncestista de la liga en 1979. Un año más tarde Gimnasia y Esgrima vuelve a obtener el torneo, coronándose campeón del Metropolitano 1979, nuevamente ante Obras Sanitarias, esta vez por 92 a 84.
Gimnasia y Esgrima iba creciendo en la Liga Nacional de Básquet en la temporada 2003-2004, donde salió segundo tras caer en la final con Boca Juniors por 4-2. En la temporada siguiente fue relegado al TNA (Torneo Nacional de Ascenso), por decisión de sus autoridades encabezadas por el entonces presidente del club Juan José Muñoz, quienes decidieron quitarle gran parte del presupuesto, lo que ocasionó que se perdieran a las figuras principales del equipo que había obtenido el subcampeonato. Luego de militar en el TNA, las autoridades deciden no renovar la plaza.
En el año 2013, el equipo de primera división dirigido por César «Conejo» Adriani, participa del torneo provincial de clubes con la base de jugadores de las divisiones inferiores más los refuerzos de Leonardo La Bella y Gonzalo Marín, consiguiendo uno de los dos ascensos al Torneo Federal luego de ganar la semifinal en 3.er partido frente al Club Del Acuerdo de San Nicolás.
En la temporada siguiente, 2014-2015, el primer equipo de Gimnasia, con la base del torneo provincial y el mismo cuerpo técnico, llega hasta las semifinales del Torneo Federal, cayendo frente a Olimpo de Bahía Blanca.
Luego de este torneo, recibe la invitación por parte de la ADC, para participar nuevamente del Torneo Nacional de Ascenso (TNA) en la temporada 2015-2016.

## Otras secciones deportivas

### Artes marciales
La institución posee al 2018 una importante cantidad de disciplinas relacionadas con las artes marciales; todas ellas de carácter amateur. Las mismas se dictan en el Polideportivo de calle 4 donde funciona la sede de la institución. Dentro de las artes marciales practicadas se encuentran en yugo, taekwondo, aikido, kung fu, karate y kendo-laido.

### Esgrima
La esgrima fue el primer deporte oficial del club. Desde su creación la práctica de Esgrima se fue intensificando. Es en 1914 cuando este deporte crecía a un nivel insuperable, brillando Horacio Casco, luego presidente del club, y Carmelo Merlo, ambos representantes argentinos en los Juegos Olímpicos de París 1924, que obtuvieran puestos premiados en los juegos. Es uno de los clubes miembros fundadores de la Federación Argentina de Esgrima (FAE) en 1921. A fines de la década del cuarenta se deja de practicar esta disciplina. En marzo de 2014 el club anunció que se volvería a practicar esta disciplina, reincorporando su primer deporte a su programa.

### Fútbol femenino
El equipo de fútbol femenino de Gimnasia y Esgrima disputó su primer torneo oficial en 2002, jugando el torneo Clausura del Campeonato de Fútbol Femenino. Disputó un total de 12 torneos, donde alcanzó la cuarta posición en cinco oportunidades. Tras finalizar el Torneo Apertura 2007 último sin puntos, se disolvió el equipo.
En 2017, bajo la dirigencia de Gabriel Pellegrino, y luego de que la CONMEBOL anunciara importantes cambios en la estructura de los torneos internacionales, obligando a los participantes a poseer un equipo femenino y otro juvenil, el club reabre esta disciplina, y a partir de junio comienza a disputar la División B de la Asociación del Fútbol Argentino, bajo el mando de Federico Quiroga.

### Secciones desaparecidas

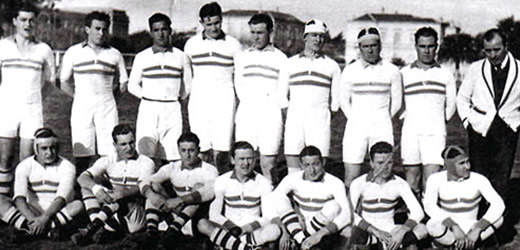
Club de Rugby Gimnasia y Esgrima La Plata.

Además de todas las secciones mencionadas, Gimnasia y Esgrima La Plata ha tenido equipos en otras disciplinas deportivas a lo largo de su historia. Son secciones que, por una u otra razón, se disolvieron.
- Rugby: Entre 1924 y 1934 se practicó rugby. Luego, tras una exigencia de la Unión Argentina de Rugby por la que se prohibía practicar este deporte a los clubes en los que se practicaran otros deportes en forma profesional, la representación "mens sana" pasó a llamarse Gimnasia y Esgrima La Plata Rugby Club. Cuatro años después se desvincula el rugby completamente, dando lugar a lo que hoy se llama La Plata Rugby Club.
- Pelota paleta: En julio de 1943 es habilitada la cancha de pelota paleta y gran cantidad de socios se inscriben en sus categorías. Al año siguiente se logra el título nacional de la cuarta categoría.
- Tenis de mesa: Entre 1945 y 1951 se conforma la Asociación Platense de Tenis de Mesa y la Federación Argentina. Gimnasia es fundador de la Asociación y consigue la mayoría de los torneos organizados durante esos seis años.
- Lucha greco-romana: Entre 1924 y 1928 el club tuvo un equipo de lucha greco-romana.
- Gimnasia: Es durante la década de 1930 cuando se intensifica la práctica de gimnasia en grandes aparatos y cinco años después integrantes de atletismo viajan con la delegación argentina que participa en las Juegos Olímpicos de Berlín. Esta disciplina funcionó entre 1957 y 1976.

Otras actividades hoy extintas que se desarrollaron en el club fueron: Waterpolo, Ciclismo, Bochas, Automovilismo y Judo, entre otras.